# Liste der Biografien/Lae–Lah
Liste der Biografien |
Portal Biografien |
Personensuche
# |
A |
B |
C |
D |
E |
F |
G |
H |
I |
J |
K |
L |
M |
N |
O |
P |
Q |
R |
S |
T |
U |
V |
W |
X |
Y |
Z |
?
 
La |
Lb |
Lc |
Le |
Lg |
Lh |
Li |
Lj |
Ll |
Lm |
Lo |
Lp |
Lt |
Lu |
Lv |
Lw |
Lx |
Ly |
Lz
 
Laa |
Lab |
Lac |
Lad |
Lae–Lah |
Lai |
Laj |
Lak |
Lal |
Lam |
Lan |
Lao |
Lap |
Laq |
Lar |
Las |
Lat |
Lau |
Lav |
Law |
Lax |
Lay |
Laz
Die Liste der Biografien führt alle Personen auf, die in der deutschsprachigen Wikipedia einen Artikel haben. Dieses ist eine Teilliste mit 869 Einträgen von Personen, deren Namen mit den Buchstaben „Lae“ – „Lah“ beginnt.

## Lae–Lah

### Lae
- Laecanius Bassus, Gaius, Konsul 64
- Laecanius Bassus, Gaius, römischer Suffektkonsul im Jahr 70
- Laechelin, Theodor (* 1816), deutscher Gutsbesitzer und Parlamentarier
- Laederach, Jürg (1945–2018), Schweizer Schriftsteller und Übersetzer
- Laederach, Monique (1938–2004), Schweizer Schriftstellerin und Literaturkritikerin
- Laedke, Max (* 1885), deutscher Politiker (NSDAP), MdL
- Laedrach, Walter (1891–1958), Schweizer Lehrer und Schriftsteller
- Laegeler, Hellmuth (1902–1972), deutscher Generalmajor der Wehrmacht und der Bundeswehr
- Lægreid, Haldor (* 1970), norwegischer Musicaldarsteller
- Lægreid, Sturla Holm (* 1997), norwegischer BiathletSturla Holm Lægreid (* 1997)

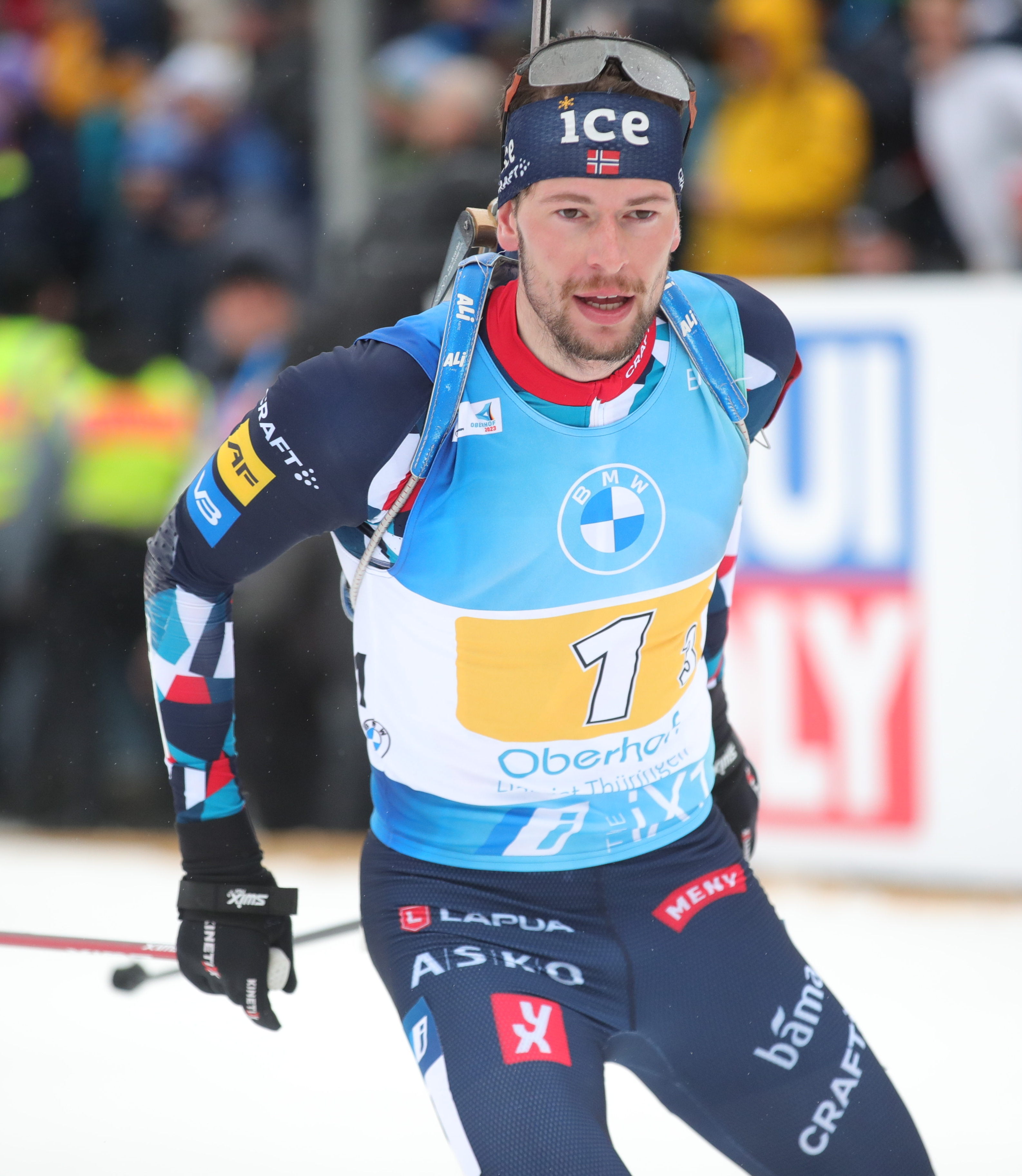
Sturla Holm Lægreid (* 1997)

- Laehr, Hans (1856–1929), deutscher Mediziner
- Laehr, Heinrich (1820–1905), deutscher Psychiater
- Laeis, Eduard (1826–1908), deutscher Unternehmer, Mitglied des Rheinischen Provinziallandtags
- Laeis, Ernst Max Eduard (1852–1916), deutscher Unternehmer, Mitglied des Rheinischen Provinziallandtags und Kommerzienrat
- Laeis, Johann Dominik (1730–1815), luxemburgischer Glashüttenbesitzer
- Laeisz, Carl (1828–1901), deutscher Kaufmann und ReederCarl Laeisz (1828–1901)

Carl Laeisz (1828–1901)

- Laeisz, Carl Ferdinand (1853–1900), deutscher Reeder. MdHB
- Laeisz, Carl Martin (1803–1864), deutscher Maler und Aquarellist
- Laeisz, Erich (1888–1958), deutscher Regattasegler
- Laeisz, Ferdinand (1801–1887), deutscher Kaufmann und Reeder. MdHB
- Laelianus († 269), römischer Militär
- Laelius Balbus, Decimus, römischer Suffektkonsul 46
- Laelius Fulvius Maximus Aemilianus, Marcus, römischer Konsul (227)
- Laelius Fuscus, Lucius, römischer Centurio
- Laelius, Gaius, römischer Politiker, Konsul 190 v. Chr.
- Laelius, Gaius, römischer Politiker, Konsul 140 v. Chr.
- Laelius, Laurentius (1572–1634), deutscher evangelischer Pfarrer und Schriftsteller
- Laely, Andreas (1864–1955), Schweizer Politiker (FDP), Redakteur und Lokalhistoriker
- Laely, Claudio (* 1992), Schweizer Unihockeyspieler
- Laely, Marco (* 1994), Schweizer Unihockeyspieler
- Laemen, Christoffel Jacobsz van der, flämischer Maler
- Laemlein, Alexandre (1813–1871), deutsch-französischer Maler
- Laemmel, Christoph Friedrich, deutscher evangelischer Theologe
- Laemmer, Hugo (1835–1918), deutscher katholischer Theologe
- Laemmerhirt, Otto (1857–1935), deutscher Landschafts- und Marinemaler
- Laemmle, Carl (1867–1939), deutsch-amerikanischer FilmproduzentCarl Laemmle (1867–1939)

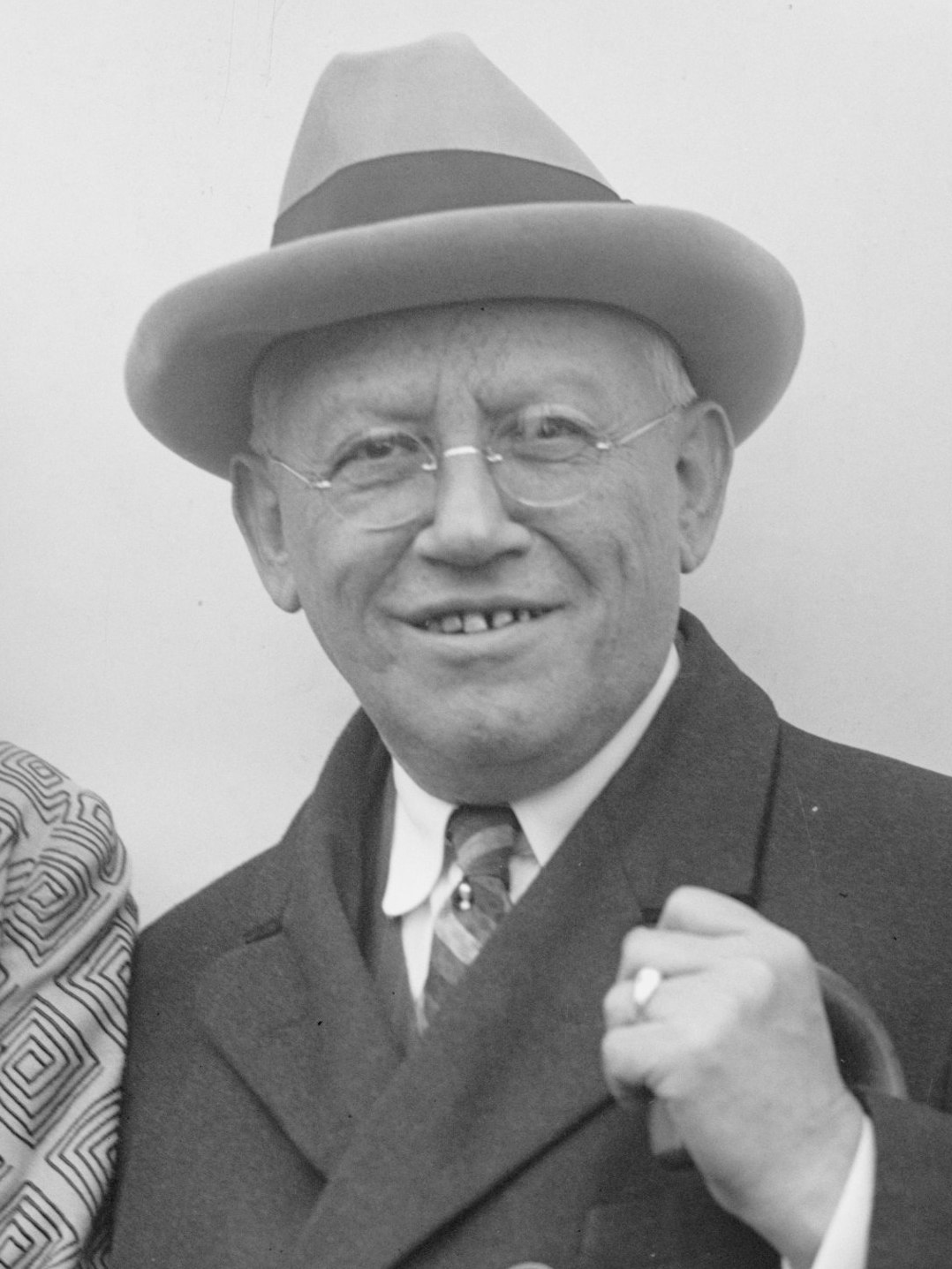
Carl Laemmle (1867–1939)

- Laemmle, Carl junior (1908–1979), US-amerikanischer Filmproduzent
- Laemmle, Carla (1909–2014), US-amerikanische Schauspielerin
- Laemmle, Peter (1943–2006), deutscher Literaturkritiker
- Laemmli, Ulrich (* 1940), Schweizer Biochemiker und Molekularbiologe
- Laen, Torsten (* 1979), dänischer Handballspieler, -trainer und -funktionär
- Laena, Mohamad Idris (* 1965), indonesischer Politiker und Wirtschaftsmanager
- Laenas, Gaius Popilius, römischer Militärtribun
- Laeng-Stucki, Marie (1905–1974), Schweizer Unternehmerin, Gründerin und Besitzerin von Lenco
- Laengen, Vegard Stake (* 1989), norwegischer Radrennfahrer
- Laengenfelder, Hanns (1903–1982), deutscher Generalmajor im Zweiten Weltkrieg
- Laengthaisong, Kittiphol (* 1992), thailändischer Fußballspieler
- Laennec, René (1781–1826), französischer Arzt
- Laens, Federico (* 1988), uruguayischer Fußballspieler
- Laenser, Mohand (* 1942), marokkanischer Politiker
- Laepple, Klaus (* 1939), deutscher ReiseverkehrskaufmannKlaus Laepple (* 1939)

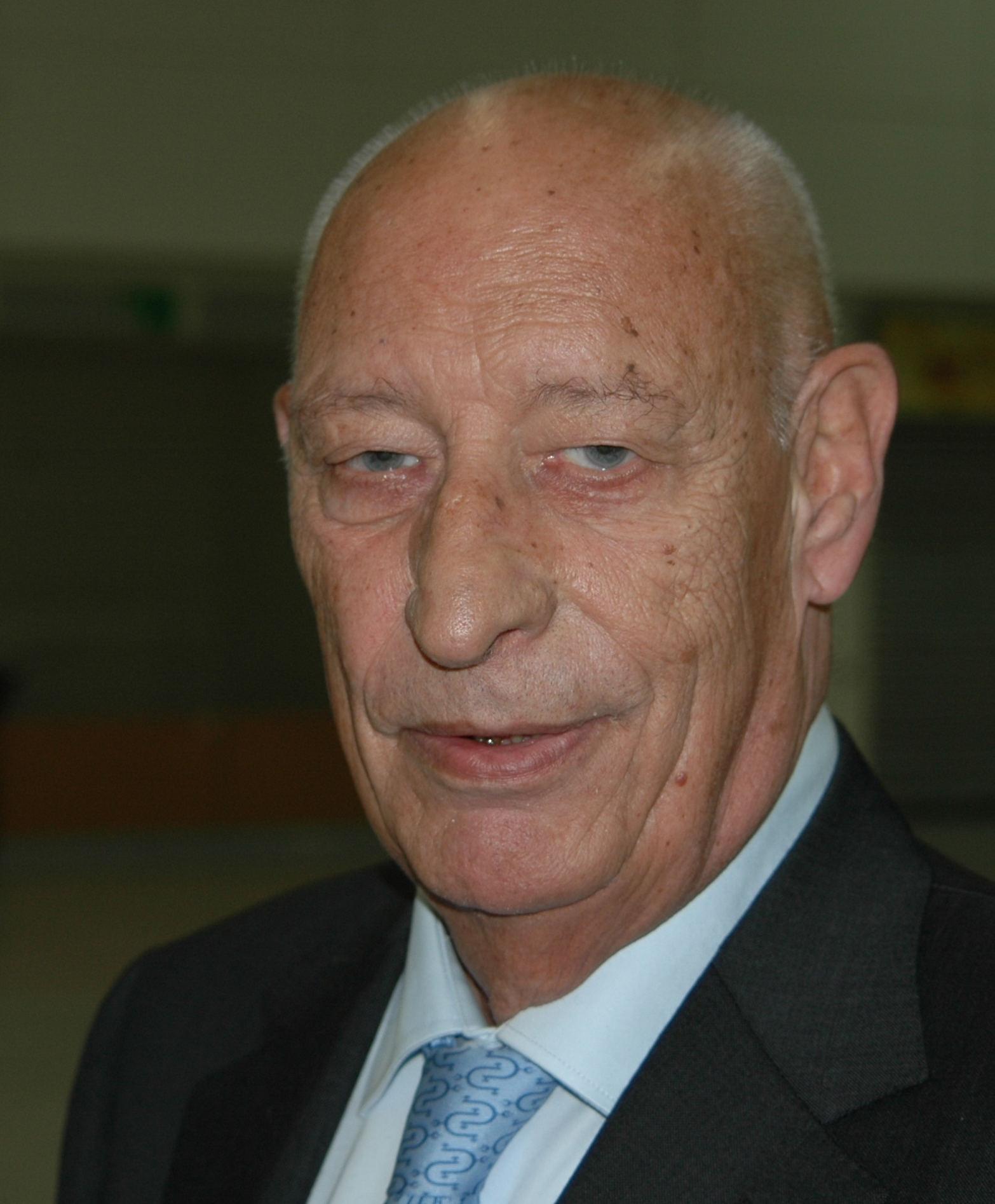
Klaus Laepple (* 1939)

- Laeq, Suleiman (1930–2020), afghanischer Dichter und Politiker, Autor der Nationalhymne
- Laer van Deventer, Andreas († 1502), Klosterprobst des Augustiner Chorherrenstifts
- Laer, Arnold von (1865–1924), deutscher Verwaltungsjurist
- Laer, Carl von (1873–1946), deutscher Landrat des Kreises Herford
- Laer, Dorothee von (* 1958), deutsche Medizinerin und Virologin
- Laer, Friedrich von (1868–1951), preußischer Landrat
- Laer, Herman van (1920–2005), niederländischer Sportfunktionär
- Laer, Hermann von (* 1945), deutscher Ökonom
- Laer, Johan van (1590–1647), niederländischer Festungsbauer
- Laer, Lutz von, deutscher Arzt und emeritierter Hochschullehrer
- Laer, Paul von (1863–1936), preußischer Landrat des Kreises Moers und Präsident des Landesfinanzamtes Kassel
- Laer, Pieter van († 1642), holländischer Maler
- Laerhoven, Bob van (* 1953), flämischer Schriftsteller, Journalist und Übersetzer
- Laeri, Patrizia (* 1977), Schweizer Wirtschaftsjournalistin und ModeratorinPatrizia Laeri (* 1977)

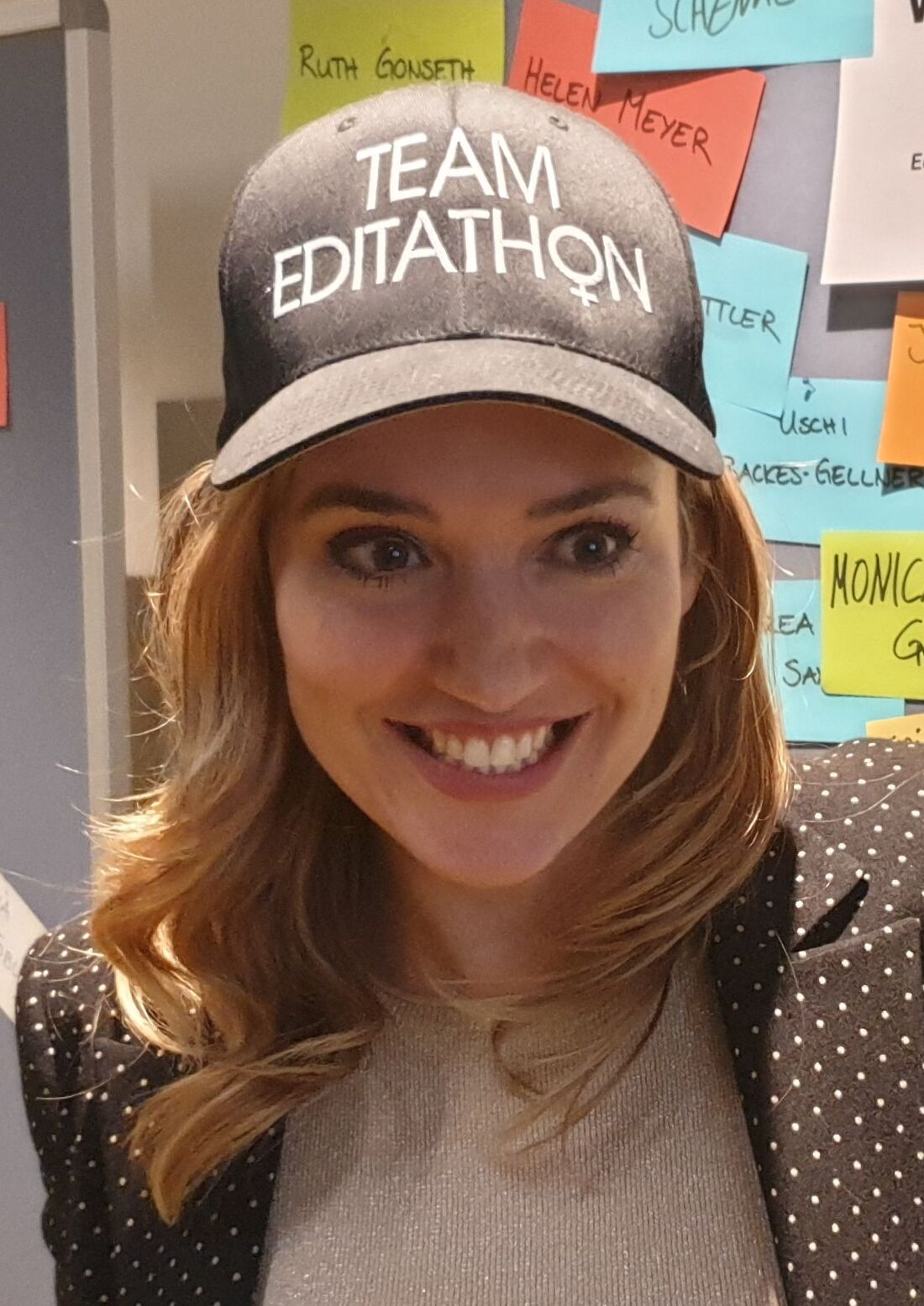
Patrizia Laeri (* 1977)

- Lærke, Emil (* 1999), dänischer Handballspieler
- Lærke, Frederikke (* 1995), dänische Handballspielerin
- Lærke, Thomas (* 1991), dänischer Basketballspieler
- Laermann, Karl-Hans (1929–2024), deutscher Politiker (FDP), MdB
- Laermann, Klaus (* 1939), deutscher Germanist, Literaturwissenschaftler, Essayist und Übersetzer
- Laermann, Walter (1901–1988), deutscher Industrieller
- Laermans, Eugène (1864–1940), belgischer Maler
- Laernoes, Julie (* 1982), französisch-niederländische Politikerin und grüne Parlamentsabgeordnete
- Laersen, Berthel (1722–1782), dänischer Missionar
- Laeser, Charles (1879–1959), schweizerischer Radrennfahrer
- Laesicke, Alexander (* 1979), deutscher Politiker (parteilos)
- Laesicke, Hans-Joachim (* 1954), deutscher Politiker, Bürgermeister von Oranienburg
- Læsø, Nikolaj (* 1996), dänischer Handballspieler
- Laessig, Hans (1913–1995), deutscher Widerstandskämpfer, Bibliothekar, Musiker und Lyriker
- Laessig, Hans-Siegfried (1923–2018), deutscher Architekt und Maler
- Laeßig, Heiko (* 1968), deutscher Fußballspieler und -trainer
- Laessig, Martin, deutscher Fußballspieler
- Laessker, Olle (1922–1992), schwedischer Leichtathlet
- Læssøe, Thorald (1816–1878), dänischer Maler
- Laesson, Tuulikki (* 1969), estnische Schachspielerin
- Laestadius, Ann-Helén (* 1971), schwedisch-samisch-tornedalfinnische Journalistin und Autorin
- Læstadius, Lars Levi (1800–1861), schwedischer Erweckungsprediger in Lappland
- Laet, Johannes de (1581–1649), flämischer Kaufmann, Historiker und Geograph
- Laeta, Clodia, römische Vestalin
- Lætitia Bonaparte (1804–1871), französische Prinzessin aus der Familie Bonaparte
- Laettner, Christian (* 1969), US-amerikanischer Basketballtrainer und ehemaliger -spielerChristian Laettner (* 1969)

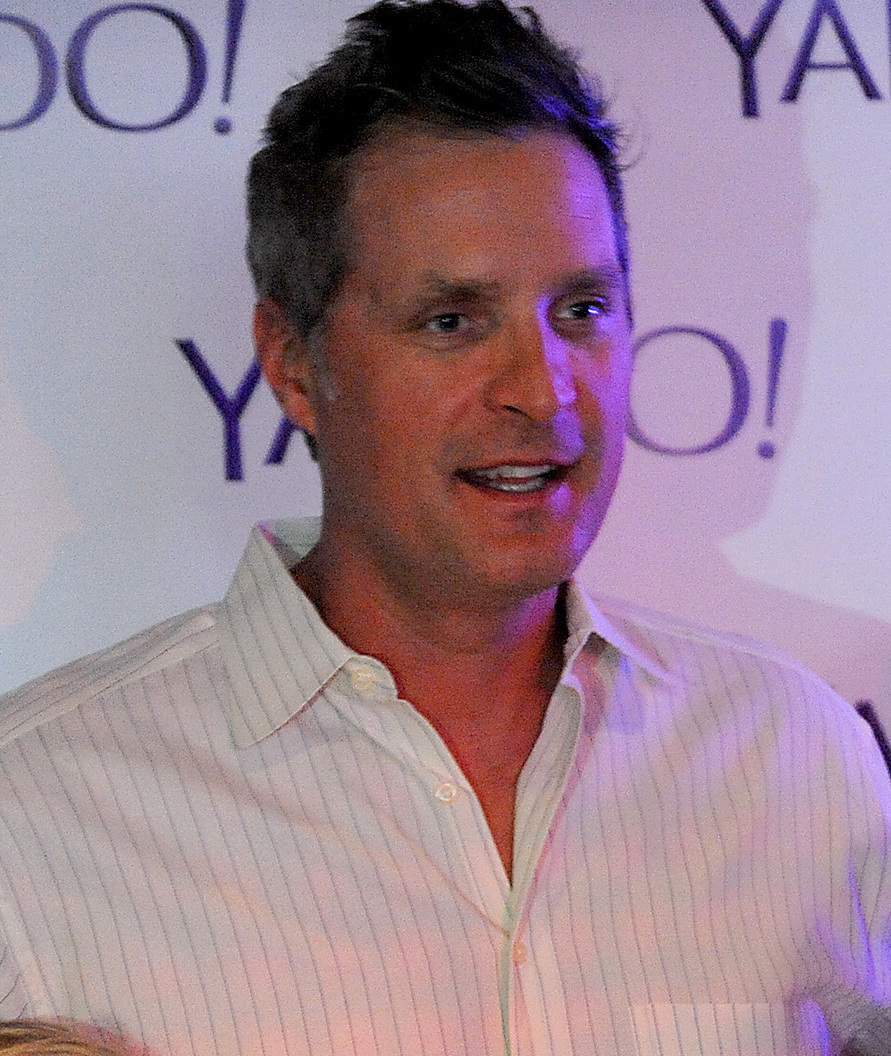
Christian Laettner (* 1969)

- Laetus von Micy, Heiliger der römisch-katholischen Kirche
- Laetus von Savins, Heiliger der römisch-katholischen Kirche
- Laeuen, Harald (1902–1980), deutscher Journalist und Autor
- Laeuger, Max (1864–1952), deutscher Keramiker, Kunstgewerbler und Gartenarchitekt
- Laeven, Jan (1925–2001), niederländischer Kunstmaler
- Laeverenz, Gustav (1851–1909), deutscher Genremaler
- Laevinus, Publius Valerius, römischer Politiker und Konsul
- Laevius, römischer Dichter

### Laf
- Lafaek Saburai, indonesisch-osttimoresischer Milizionär
- Lafaille, Jean-Christophe (* 1965), französischer Bergsteiger
- LaFaire, Sydney (* 1987), US-amerikanisches Model
- LaFalce, John J. (1939–2025), US-amerikanischer Politiker
- Lafar, Franz (1865–1938), österreichischer Chemiker, Mikrobiologe und Mykologe
- Lafarge, Emmanuel (1862–1911), französischer Opernsänger (Tenor)
- Lafarge, Geoffrey (* 1989), französischer Nordischer Kombinierer
- Lafarge, Marie (1816–1852), französische Giftmörderin
- LaFarge, Pokey, US-amerikanischer Bluegrasssänger
- Lafargue de Grangeneuve, Jean-Antoine (1751–1793), französischer Jurist und Politiker der Französischen Revolution
- Lafargue, Jean Edmond (1823–1871), deutscher Kaufmann
- Lafargue, Jules (1825–1881), französischer Architekt
- Lafargue, Laura (1845–1911), Tochter von Jenny und Karl Marx und Ehefrau des Sozialisten Paul LafargueLaura Lafargue (1845–1911)

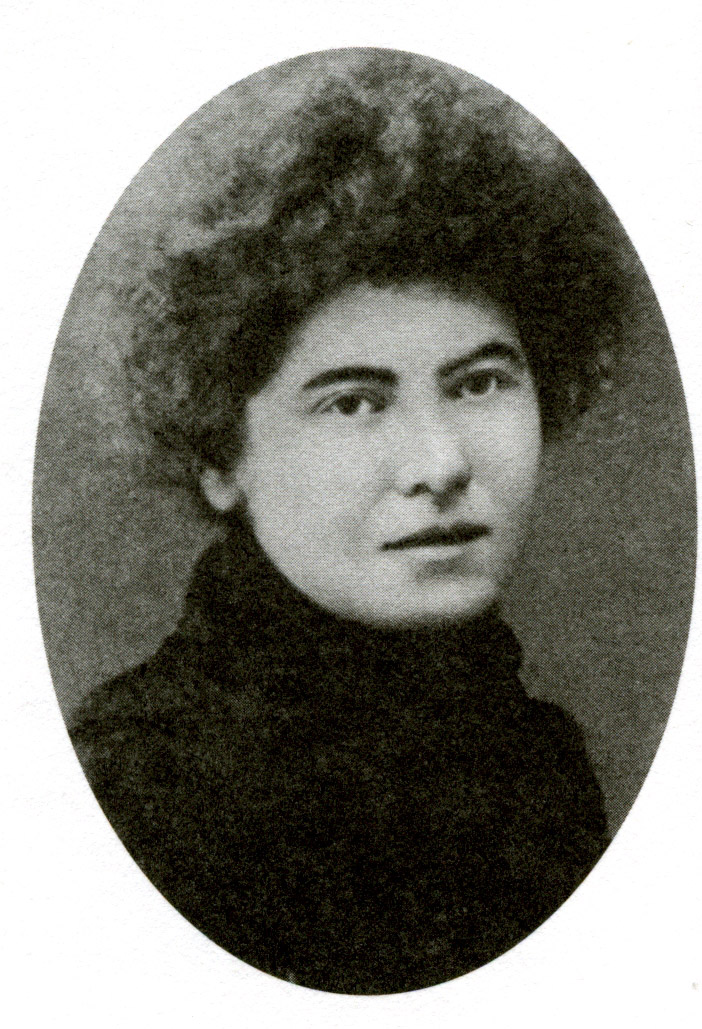
Laura Lafargue (1845–1911)

- Lafargue, Patrice (* 1961), französischer Automobilrennfahrer und Unternehmer
- Lafargue, Paul (1842–1911), Sozialist und ein Schwiegersohn von Karl Marx
- Lafargue, Paul (* 1988), französischer Autorennfahrer
- Lafargue, Quentin (* 1990), französischer Bahnradsportler
- LaFaro, Scott (1936–1961), US-amerikanischer Bassist
- Lafata, David (* 1981), tschechischer Fußballspieler
- Lafaurie, Adolf (1816–1875), deutscher Politiker
- LaFave, Jimmy (1955–2017), US-amerikanischer Countrysänger
- Lafay, Victor (* 1996), französischer Radrennfahrer
- Lafaye, Pierre-Benjamin (1809–1867), französischer Philosoph, Linguist, Romanist und Lexikograf
- Lafaye, Prosper (1806–1883), französischer Maler und Glasmaler
- Lafayette, Andrée (1903–1989), französische Filmschauspielerin
- Lafayette, Bernard (* 1940), amerikanischer Mann, früher Gefährte von Martin Luther King
- Lafayette, Leonora (1926–1975), afroamerikanische Sopranistin
- LaFayette, Nathan (* 1973), kanadischer Eishockeyspieler
- Lafayette, Oliver (* 1984), US-amerikanischer Basketballspieler
- Lafazanis, Panagiotis (* 1951), griechischer Politiker
- Lafchiski, Sashko (* 1977), nordmazedonischer Generalmajor
- Lafean, Daniel F. (1861–1922), US-amerikanischer Politiker
- Lafeber, Maarten (* 1974), niederländischer Golfer
- LaFeber, Walter (1933–2021), US-amerikanischer Historiker, Hochschullehrer und Sachbuchautor
- LaFee (* 1990), deutsche RocksängerinLaFee (* 1990)

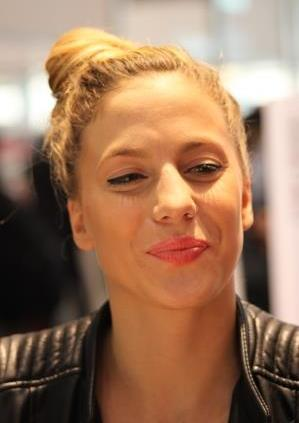
LaFee (* 1990)

- LaFell, Brandon (* 1986), US-amerikanischer American-Football-Spieler
- Lafendel, Louise (1872–1971), Schweizer Pädagogin
- Lafenestre, Georges (1837–1919), französischer Schriftsteller und Kunstkritiker
- Lafer, Celso (* 1941), brasilianischer Jurist, Hochschulprofessor und Politiker
- Lafer, Franz (* 1958), österreichischer Politiker (BZÖ, FPÖ), Landtagsabgeordneter, Abgeordneter zum Nationalrat
- Lafer, Johann (* 1957), österreichischer KochJohann Lafer (* 1957)

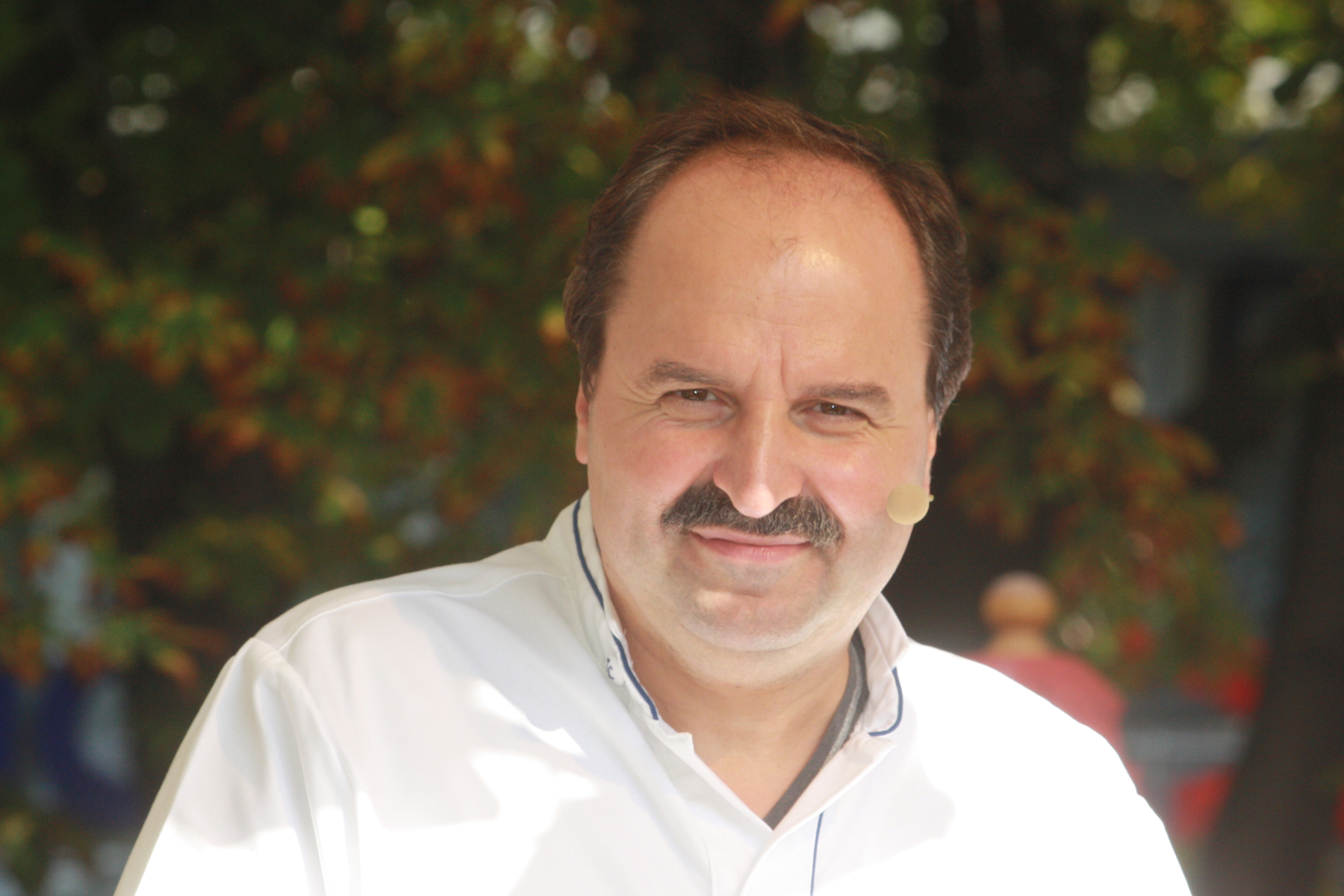
Johann Lafer (* 1957)

- Lafer, Karl (1922–2001), österreichischer Landwirt und Politiker (ÖVP), Abgeordneter zum Nationalrat
- Lafere, Mitja (* 1990), deutscher Moderator und Schauspieler
- Laferl, Hermann (1910–1991), österreichischer Politiker (ÖVP), Landtagsabgeordneter
- Laferrère, Gregorio de (1867–1913), argentinischer Politiker und Schriftsteller
- Laferrière, Dany (* 1953), haitianischer Schriftsteller
- Laferrière, Marc (* 1935), französischer Musiker des Hot Jazz und Swing (Sopran- und Altsaxophon)
- Laferté, Lucien (1919–2012), kanadischer Skispringer
- Laferte, Mon (* 1983), chilenische Sängerin, Musikerin und Komponistin
- Lafertin, Fapy (* 1950), belgischer Jazzgitarrist
- Lafertte Gaviño, Elías (1886–1961), chilenischer Politiker und Gewerkschafter
- Laff, Johann Andreas (1707–1786), Administrationsbeamter der Kron- und Kammerdomäne Temescher Banat
- Laff, Mark (* 1958), britischer Schlagzeuger
- Laffan, Patricia (1919–2014), britische Schauspielerin
- Laffay, Augustin (* 1965), französischer Dominikaner und Kirchenhistoriker
- Laffay, Jean (1794–1878), französischer Rosenzüchter
- Laffer, Arthur B. (* 1940), US-amerikanischer Ökonom
- Laffer, George (1866–1933), australischer Politiker, Sprecher des South Australian House of Assembly
- Laffer, Urban (* 1946), Schweizer Chirurg, Chorleiter und Organist
- Lafferentz, Bodo (1897–1975), Mitglied der NSDAP und SS-ObersturmbannführerBodo Lafferentz (1897–1975)

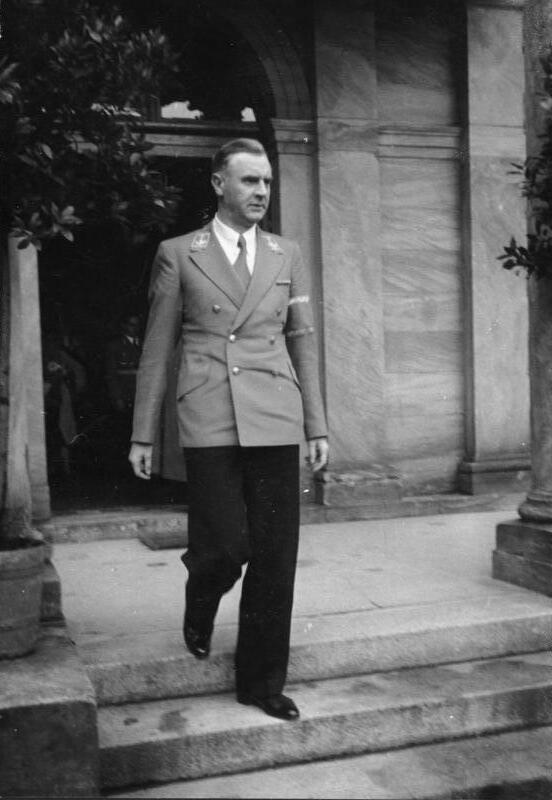
Bodo Lafferentz (1897–1975)

- Lafferentz, Verena (1920–2019), deutsche Frau, Familienmitglied Richard Wagners
- Lafferenz, Carl, deutscher Fußballspieler
- Lafferenz, Ulf (* 1941), deutscher Politiker (CDU). MdHB
- Laffers, Hans, deutscher Münzmeister
- Laffert, Ernst Werner von (1704–1774), hannoverscher Offizier und Regimentsinhaber
- Laffert, Hans von, deutscher Goldschmied
- Laffert, Karl August von (1872–1938), deutscher Offizier, Schriftsteller und Nationalsozialist
- Laffert, Konstantin von (* 1966), deutscher Zahnarzt und Verbandsfunktionär
- Laffert, Ludolph Friedrich von (1757–1808), deutscher Verwaltungsjurist und Radierer-Dilettant
- Laffert, Martha von (1883–1966), deutsche Malerin
- Laffert, Maximilian von (1855–1917), sächsischer General der Kavallerie im Ersten Weltkrieg
- Laffert-Woldeck, Ernst-August von (1847–1891), deutscher Verwaltungsjurist
- Laffert-Woldeck, Karl von (1852–1920), sächsischer Generalleutnant
- Lafferty, James (* 1985), US-amerikanischer SchauspielerJames Lafferty (* 1985)

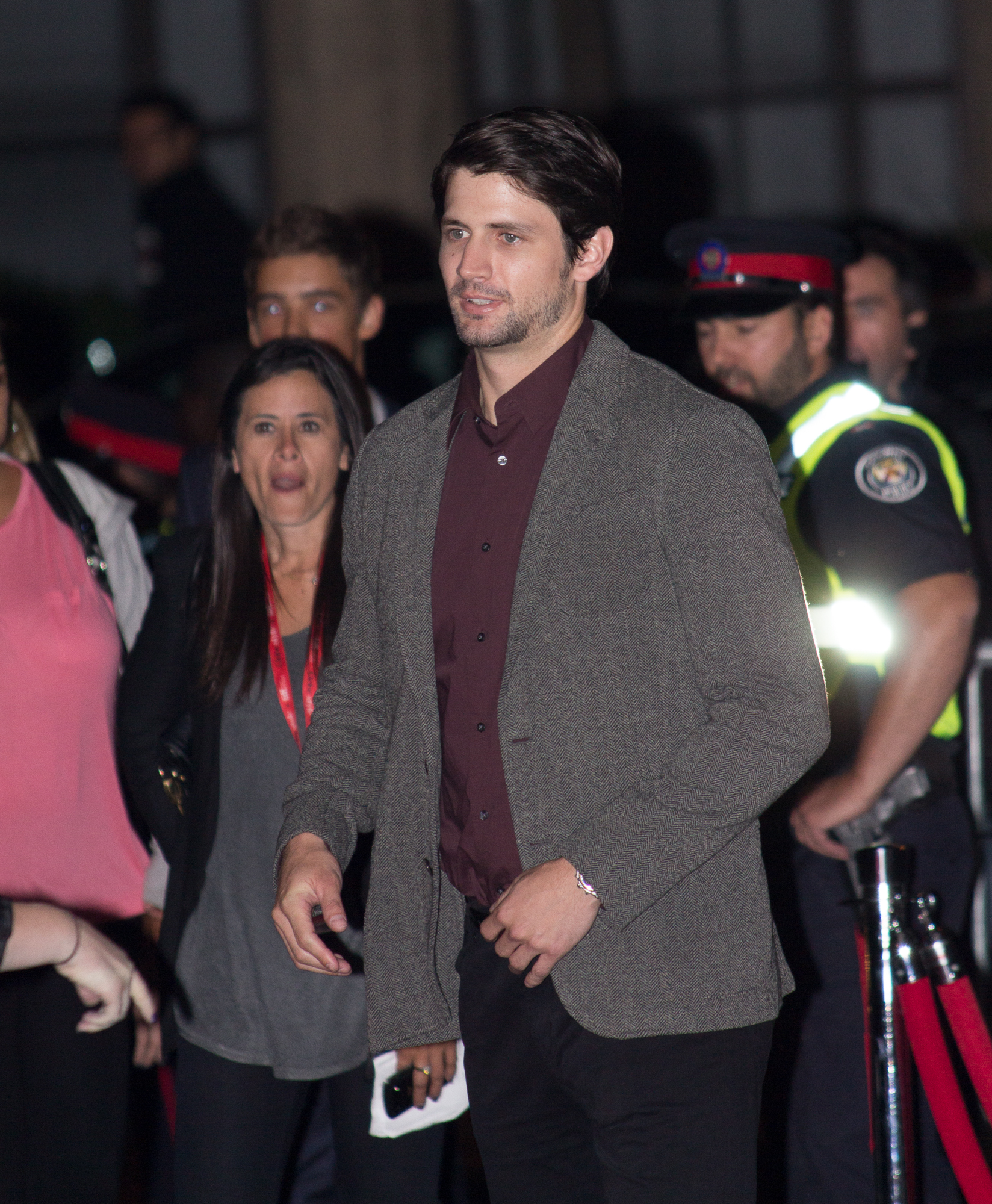
James Lafferty (* 1985)

- Lafferty, Karen (* 1948), US-amerikanische Sängerin und Musiklehrerin
- Lafferty, Kyle (* 1987), nordirischer Fußballspieler
- Lafferty, Marcy (* 1946), US-amerikanische Schauspielerin und Theaterautorin
- Lafferty, Mike (* 1948), US-amerikanischer Skirennläufer
- Lafferty, Mur (* 1973), amerikanische Podcasterin und Autorin
- Lafferty, Peter (* 1939), australischer Radrennfahrer
- Lafferty, R. A. (1914–2002), US-amerikanischer Schriftsteller
- Lafferty, Sam (* 1995), US-amerikanischer Eishockeyspieler
- Lafferty, Walter (1875–1964), US-amerikanischer Politiker
- Laffey, Alice L. (1944–2023), US-amerikanische römisch-katholische Bibelwissenschaftlerin
- Laffi, Domenico (* 1636), italienischer Pilger/Reisender und Reiseschriftsteller
- Laffillé, Jean-François (* 1962), französischer Radrennfahrer
- Laffin, Dominique (1952–1985), französische Schauspielerin
- Laffin, John (1922–2000), australischer Historiker, Journalist und Schriftsteller
- Laffita, Andry (* 1978), kubanischer Boxer
- Laffite, Jacques (* 1943), französischer AutomobilrennfahrerJacques Laffite (* 1943)

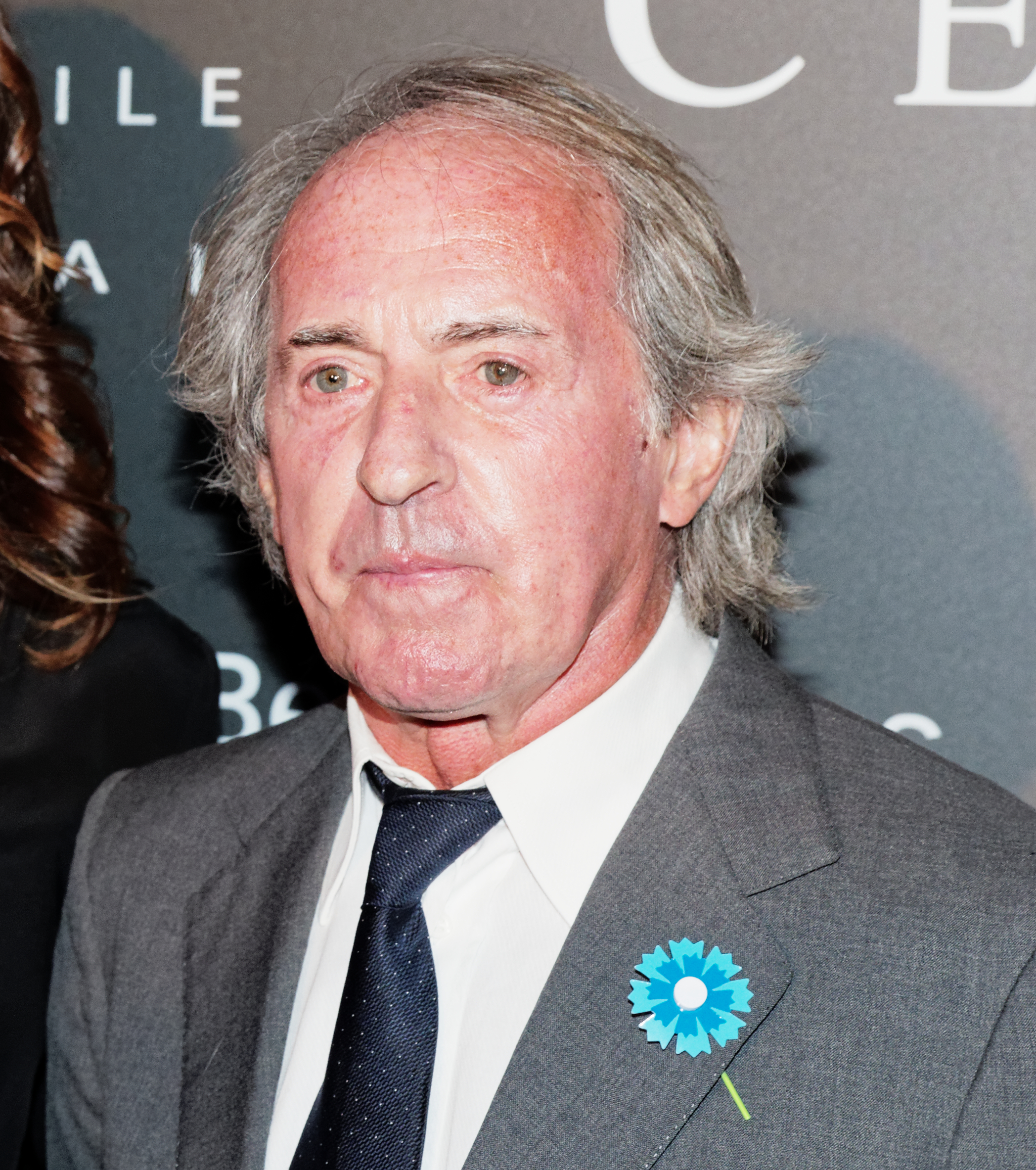
Jacques Laffite (* 1943)

- Laffite, Jean († 1825), französischer Freibeuter
- Laffite, Marguerite (* 1980), französische Fernsehmoderatorin und Automobilrennfahrerin
- Laffite, Pierre (1770–1821), französischer Freibeuter
- Laffitte, Jacques (1767–1844), französischer Bankier und Politiker
- Laffitte, Jean (1910–2004), französischer Kommunist, Résistance-Kämpfer und Schriftsteller
- Laffitte, Jean (* 1952), französischer Geistlicher, Kurienbischof der römisch-katholischen Kirche
- Laffitte, Pierre (1823–1903), französischer Philosoph
- Laffon De Ladébat, André-Daniel (1746–1829), französischer Finanzier, Politiker und Philanthrop
- Laffón, Carmen (1934–2021), spanische Malerin und Bildhauerin
- Laffon, Émile (1907–1957), französischer Rechtsanwalt und Politiker
- Laffont, Axelle (* 1970), französische SchauspielerinAxelle Laffont (* 1970)

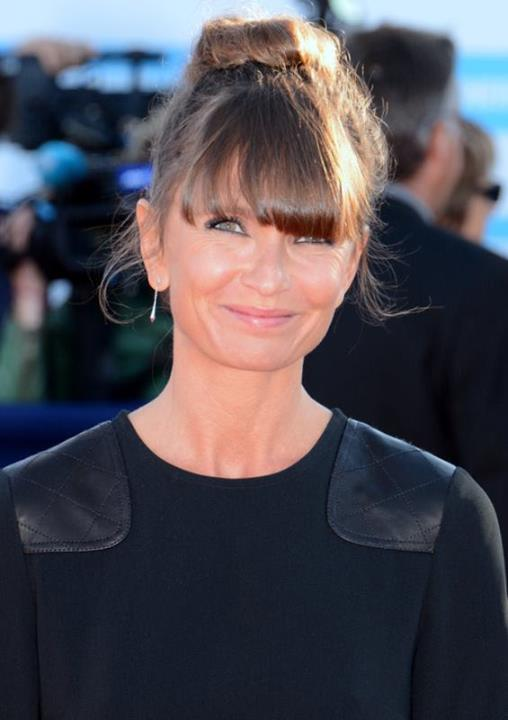
Axelle Laffont (* 1970)

- Laffont, Jean-Jacques (1947–2004), französischer Ökonom, dessen Fachgebiet die Untersuchung des Öffentlichen Sektors und die Informationsökonomie war
- Laffont, Perrine (* 1998), französische Freestyle-Skisportlerin
- Laffont, Steeve (* 1975), französischer Gitarrist des Jazz manouche
- Laffoon, Polk (1844–1906), US-amerikanischer Politiker
- Laffoon, Ruby (1869–1941), US-amerikanischer Politiker
- Lafforgue, Britt (* 1948), französische Skirennläuferin
- Lafforgue, Ingrid (* 1948), französische Skirennläuferin
- Lafforgue, Laurent (* 1966), französischer Mathematiker
- Lafforgue, Maurice (1915–1999), französischer Skirennläufer
- Lafforgue, René (1915–2000), französischer Skirennläufer
- Lafforgue, Vincent (* 1974), französischer Mathematiker
- Laffoy, Mary Eleanor (* 1945), irische Juristin und Richterin
- Laffranchi, Lodovico (1875–1952), italienischer Numismatiker
- Laffranque, Julia (* 1974), estnische Juristin
- Lafia, John (1957–2020), US-amerikanischer Regisseur und Drehbuchautor
- Lafir, Mohammed († 1981), sri-lankischer Snooker- und English-Billiards-Spieler
- Lafis, Michel (* 1967), schwedischer Radrennfahrer
- Lafita, Ángel (* 1984), spanischer Fußballspieler
- Lafitau, Joseph-François (1681–1746), französischer Jesuit, Ethnologe und Missionar
- Lafite, Carl (1830–1900), österreichischer Maler
- Lafite, Carl (1872–1944), österreichischer Pianist und Komponist
- Lafite, Elisabeth (1918–2007), österreichische Herausgeberin und Verlegerin
- Lafite, Ernst (1826–1885), österreichischer Maler
- Lafite, Peter (1908–1951), österreichischer Kulturpolitiker, Musikkritiker und Gründer der „Österreichischen Musikzeitschrift“
- Lafitedupont, Célia, französische Filmeditorin
- Lafitte, Fermín Emilio (1888–1959), argentinischer Geistlicher, Erzbischof von Córdoba und Buenos Aires sowie Militärbischof
- Lafitte, Guy (1927–1998), französischer Jazzmusiker
- Lafitte, Laurent (* 1973), französischer SchauspielerLaurent Lafitte (* 1973)

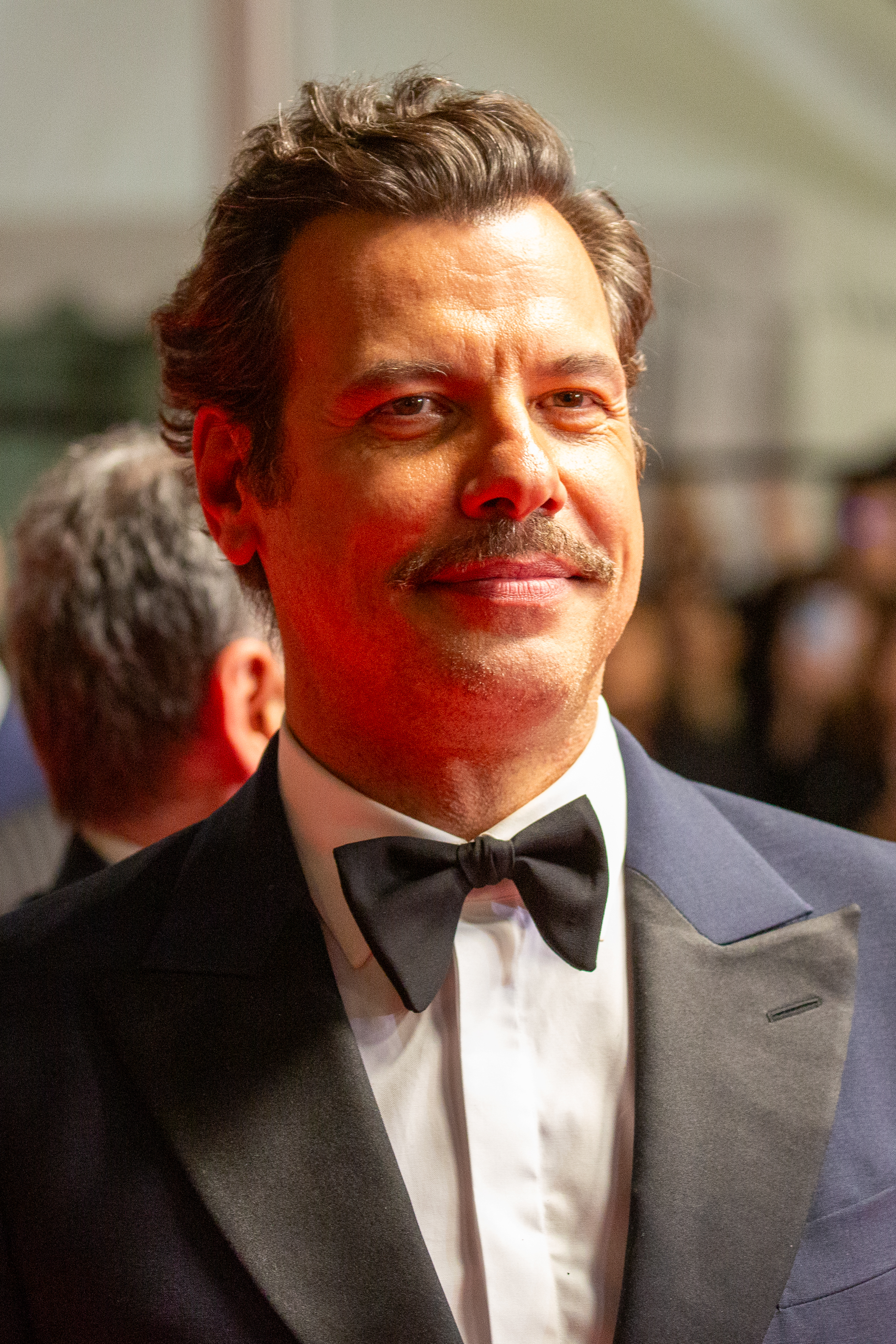
Laurent Lafitte (* 1973)

- Lafitte, Pierre (1872–1938), französischer Verleger und Journalist
- Lafitte, Yasmine (* 1973), französisch-marokkanische PornodarstellerinYasmine Lafitte (* 1973)

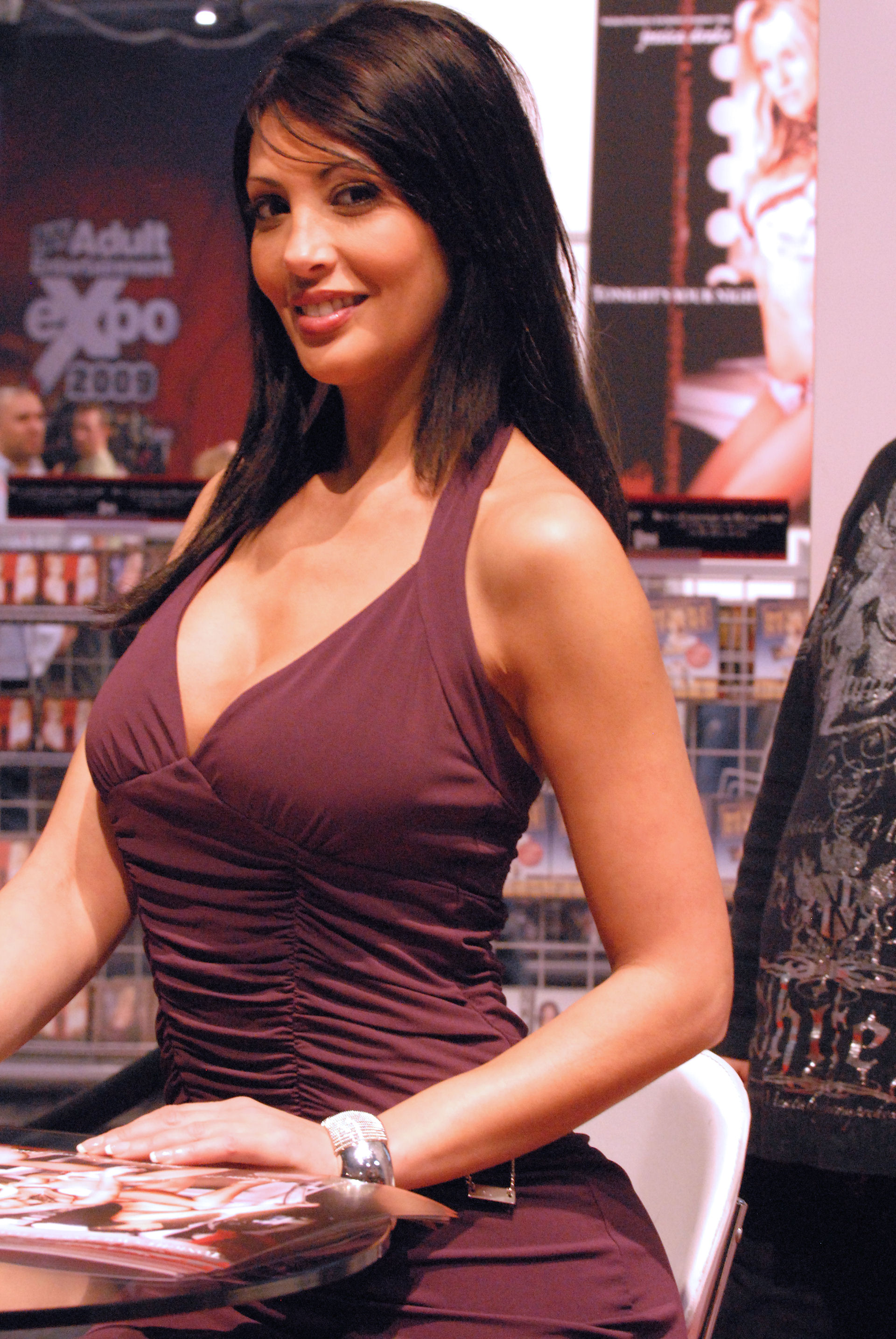
Yasmine Lafitte (* 1973)

- Lafitte-Clavé, André-Joseph (1740–1794), französischer Offizier
- Laflamme, Christian (* 1976), kanadischer Eishockeyspieler
- LaFlamme, David (1941–2023), US-amerikanischer Musiker
- Laflamme, Raymond (1960–2025), kanadischer theoretischer Physiker
- Laflamme, Rodolphe (1827–1893), kanadischer Politiker, Rechtsanwalt und Professor
- Laflèche, David (* 1972), kanadischer Gitarrist, Singer-Songwriter, musikalischer Leiter und Albumproduzent
- LaFlèche, Léo Richer (1888–1956), kanadischer Politiker, Unterhausmitglied, Bundesminister, Generalmajor und Diplomat
- LaFleur, Alexander A. (1896–1980), US-amerikanischer Anwalt und Politiker
- LaFleur, Art (1943–2021), US-amerikanischer Schauspieler
- Lafleur, Guy (1951–2022), kanadischer Eishockeyspieler
- Lafleur, Jacques (1932–2010), französischer Geschäftsmann und Politiker
- LaFleur, Matt (* 1979), US-amerikanischer Footballtrainer
- Lafleur, Sarah (* 1980), kanadische Schauspielerin und Synchronsprecherin
- Lafleur, Stan (* 1968), deutscher Schriftsteller
- LaFleur, Vivien (* 1989), deutsch-amerikanische Schauspielerin und Unternehmerin
- Lafleurance, Léopold (1865–1953), französischer Flötist
- Lafley, Alan G. (* 1947), US-amerikanischer Manager
- Laflin, Addison H. (1823–1878), US-amerikanischer Politiker
- Lafluf, Omar (* 1954), uruguayischer Politiker
- Lafon, François (1846–1913), französischer Maler
- Lafon, François (* 1956), französischer Historiker
- Lafon, Jacques-Émile (1817–1886), französischer Maler
- Lafon, Jean-Baptiste (1766–1836), französischer Geistlicher und Verschwörer
- Lafon, Lola (* 1974), französische Schriftstellerin
- Lafon, Marie-Hélène (* 1962), französische SchriftstellerinMarie-Hélène Lafon (* 1962)

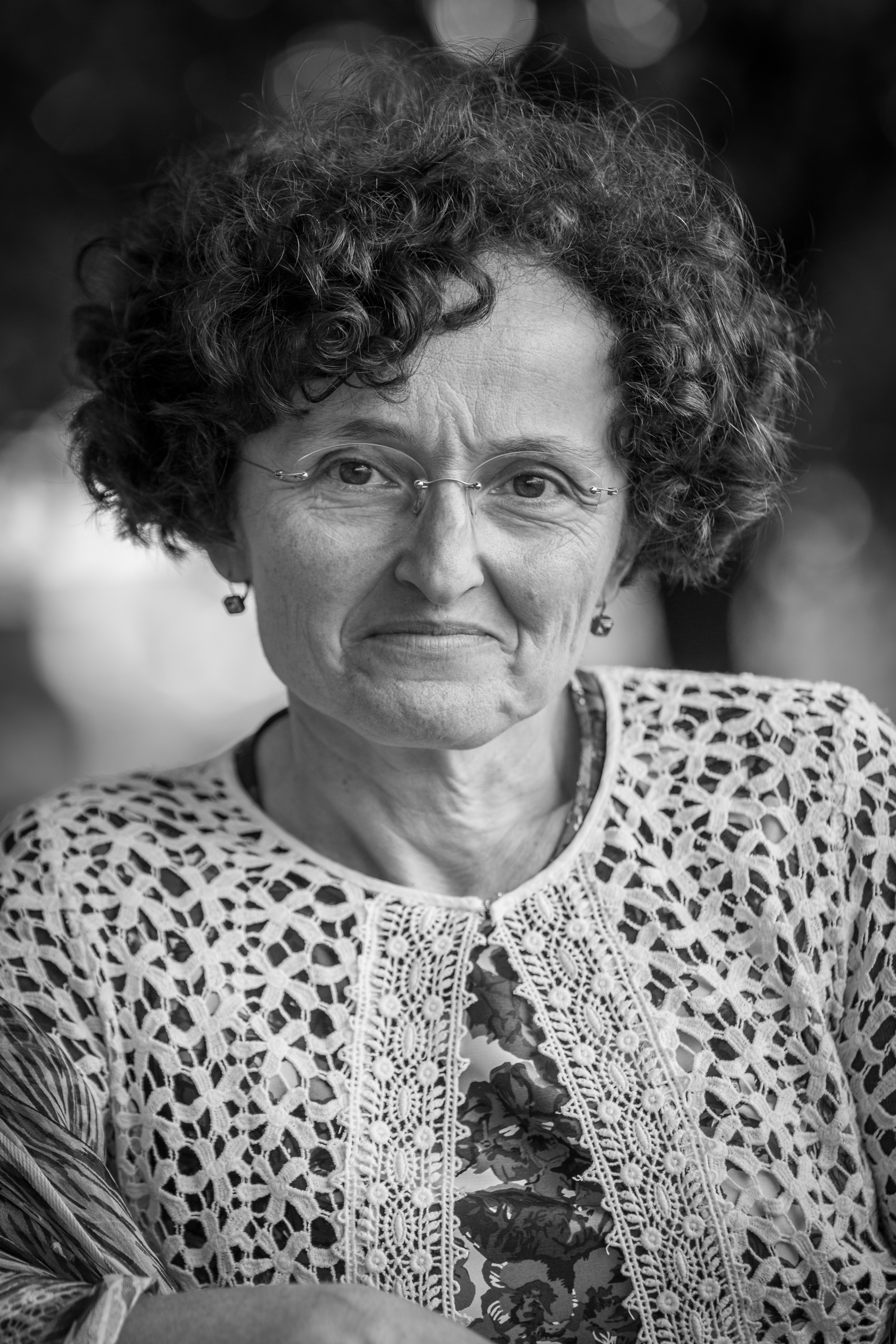
Marie-Hélène Lafon (* 1962)

- Lafon, Michel (1954–2014), französischer Autor, Hispanist, Argentinist und Literaturwissenschaftler
- Lafon, Pierre (1773–1846), französischer Schauspieler
- Lafond, Paul (1847–1918), französischer Kunsthistoriker, Zeichner und Radierer
- Lafond, Philip (* 1961), US-amerikanischer Wrestler
- LaFond, Thea (* 1994), dominicanische Hoch- und Dreispringerin
- Lafont, Alban (* 1999), französischer Fußballtorhüter
- Lafont, Bernadette (1938–2013), französische Theater- und FilmschauspielerinBernadette Lafont (1938–2013)

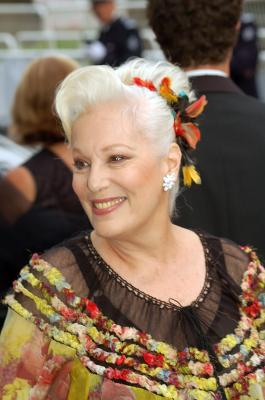
Bernadette Lafont (1938–2013)

- Lafont, Bernard (* 1947), französischer Generalarzt und Inspekteur des Sanitätsdienstes der Armee
- Lafont, Bruno (* 1956), französischer Manager
- Lafont, Charles Philippe (1781–1839), französischer Violinspieler
- Lafont, Emmanuel (* 1945), französischer Geistlicher und römisch-katholischer Bischof von Cayenne in Französisch-Guayana
- Lafont, Frédéric, französischer Unternehmer
- Lafont, Gaël (* 2006), französischer Fußballspieler
- Lafont, Guillaume de, französischer römisch-katholischer Bischof von Fréjus
- Lafont, Maurice (1927–2005), französischer Fußballspieler und -trainer
- Lafont, Pauline (* 1963), französische Filmschauspielerin
- Lafont, Robert (1923–2009), französischer Romanist
- Lafont, Suzanne (* 1949), französische Fotografin
- Lafontaine, August (1758–1831), deutscher Schriftsteller
- Lafontaine, De (1655–1738), französische Tänzerin
- LaFontaine, Don (1940–2008), US-amerikanischer Sprecher von Kinotrailern
- Lafontaine, Franz Leopold (1756–1812), deutscher Militärarzt
- Lafontaine, Fritz (1903–1964), deutscher Schauspieler
- Lafontaine, Georg Wilhelm (1680–1745), königlich Großbritannischer und Kurfürstlich Hannoverscher Maler und Hofmaler
- Lafontaine, Jean-Marie (1923–1981), kanadischer römisch-katholischer Geistlicher, Weihbischof in Montréal
- Lafontaine, Ludolph (1704–1774), deutscher Porträtist, Freimaurer, Miniaturmaler und Hofmaler in Braunschweig
- Lafontaine, Marie Jo (* 1950), belgische Fotografin und Videokünstlerin
- Lafontaine, Oskar (* 1943), deutscher Politiker (SPD, WASG, PDS, Die Linke), MdL, MdBOskar Lafontaine (* 1943)

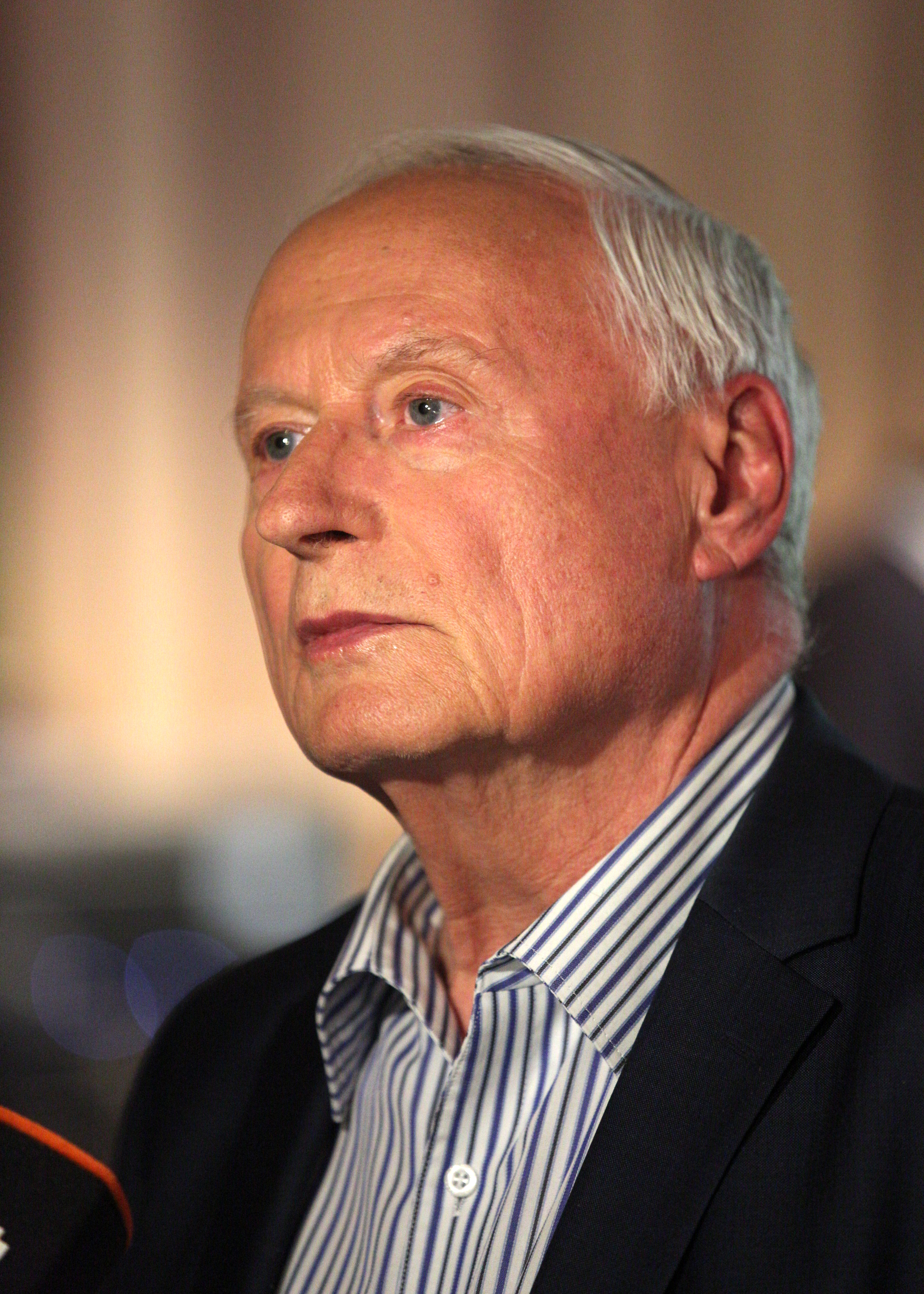
Oskar Lafontaine (* 1943)

- LaFontaine, Pat (* 1965), US-amerikanischer Eishockeyspieler
- Lafontaine, Philippe (* 1955), belgischer Sänger und Komponist
- Lafontaine, Yves (* 1959), kanadischer Musiker, Geigenbauer und Autor
- Lafontant, Jack Guy (* 1961), haitianischer Mediziner und Politiker
- Lafontant, Joseph (* 1937), haitianischer römisch-katholischer Geistlicher und emeritierter Weihbischof in Port-au-Prince
- Lafontant, Roger (1931–1991), haitianischer Arzt und Politiker
- Lafora, Gonzalo Rodríguez (1886–1971), spanischer Neurologe, Neuropathologe und Psychiater
- Laforce, Karl (1904–1923), deutscher Putschist
- Laforce, Wilhelm (1896–1965), deutscher Nationalsozialist und SS-Führer
- Lafore, John A. (1905–1993), US-amerikanischer Politiker
- Laforest, Mathieu (* 1984), kanadischer Badmintonspieler
- Laforest-Jean, Élisabeth (* 1988), kanadische Biathletin
- Laforest-Jean, Samuel (* 1990), kanadischer Biathlet
- Laforêt, Antoine de (1756–1846), französischer Diplomat
- Laforet, Carmen (1921–2004), spanische Schriftstellerin
- Laforet, Hermann (1902–1979), österreichischer Schauspieler
- Laforêt, Jean-Marc (* 1954), französischer Diplomat
- Laforêt, Marie (1939–2019), französische Sängerin und SchauspielerinMarie Laforêt (1939–2019)

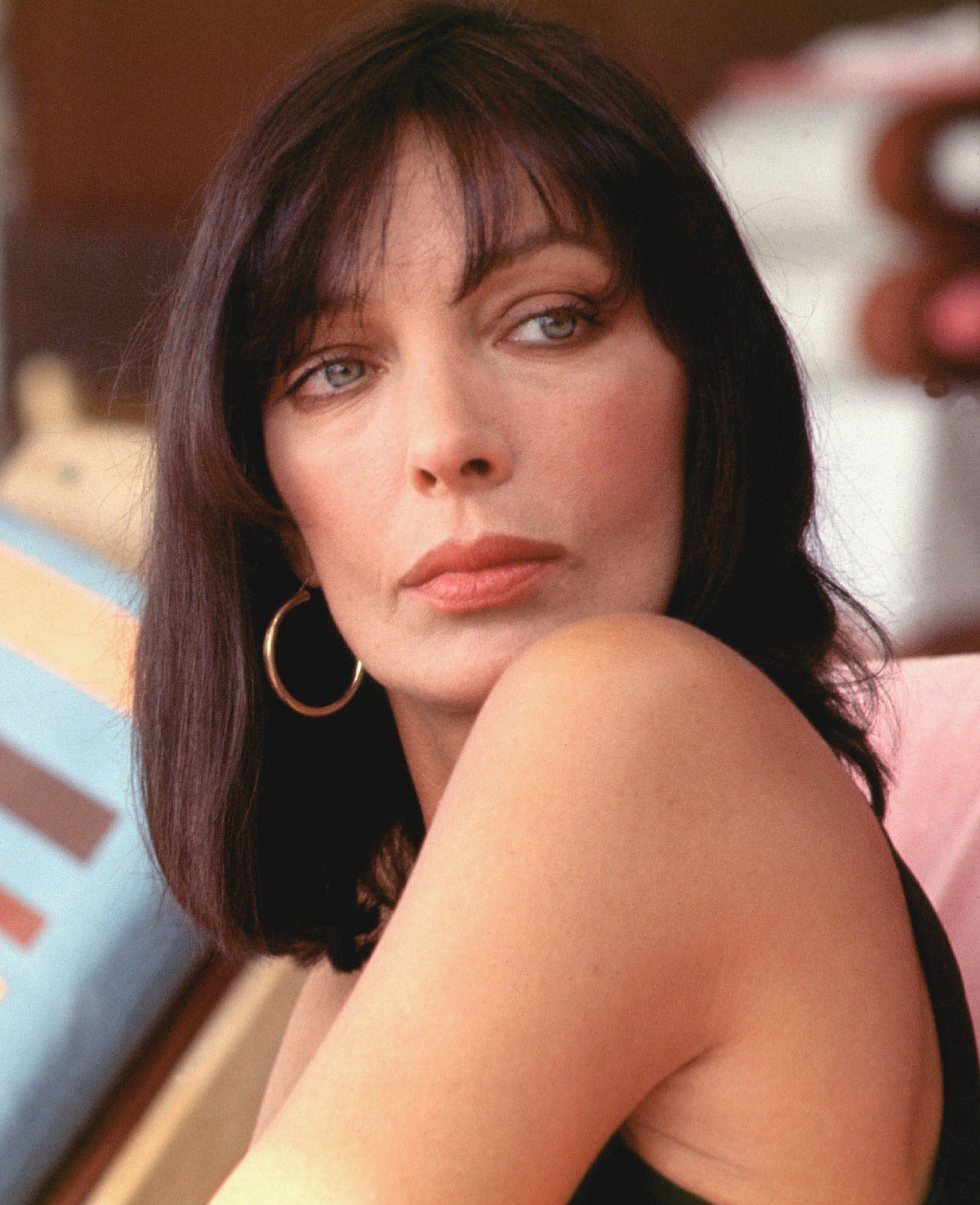
Marie Laforêt (1939–2019)

- Laforet, Wilhelm (1877–1959), deutscher Staatsrechtler, Ministerialbeamter und Politiker (CSU), MdL, MdB
- Laforge, Théophile (1863–1918), französischer Bratschist und Hochschullehrer
- Laforgue, Alexander de (* 1878), deutscher Landschaftsmaler der Düsseldorfer Malerschule
- Laforgue, Jules (1860–1887), französischer Dichter
- Laforgue, René (1894–1962), französischer Psychiater und Psychoanalytiker
- Laforgue, Robert (1907–1988), französischer Radrennfahrer
- Laforia, Fernando (* 1987), uruguayischer Fußballspieler
- LaForme, Melvin (* 1953), kanadischer Ruderer
- Laforte, Johane (* 1996), haitianische Fußballspielerin
- Lafortune, Claude (1936–2020), kanadischer Bildhauer, Papierkünstler und Bühnenbildner
- Lafortune, François (* 1896), belgischer Sportschütze
- Lafortune, François (1932–2020), belgischer Sportschütze
- Lafortune, Hubert (* 1889), belgischer Turner
- LaFortune, Roc (* 1956), kanadischer Schauspieler und Drehbuchautor
- Lafosse, André (1890–1975), französischer Posaunist, Komponist und Musikpädagoge
- Lafosse, Jean-Louis (1941–1981), französischer Autorennfahrer
- Lafosse, Joachim (* 1975), belgischer Filmregisseur und Drehbuchautor
- Lafourcade, Enrique (1927–2019), chilenischer Autor
- Lafourcade, Natalia (* 1984), mexikanische Pop- und Folksängerin, Komponistin und MultiinstrumentalistinNatalia Lafourcade (* 1984)

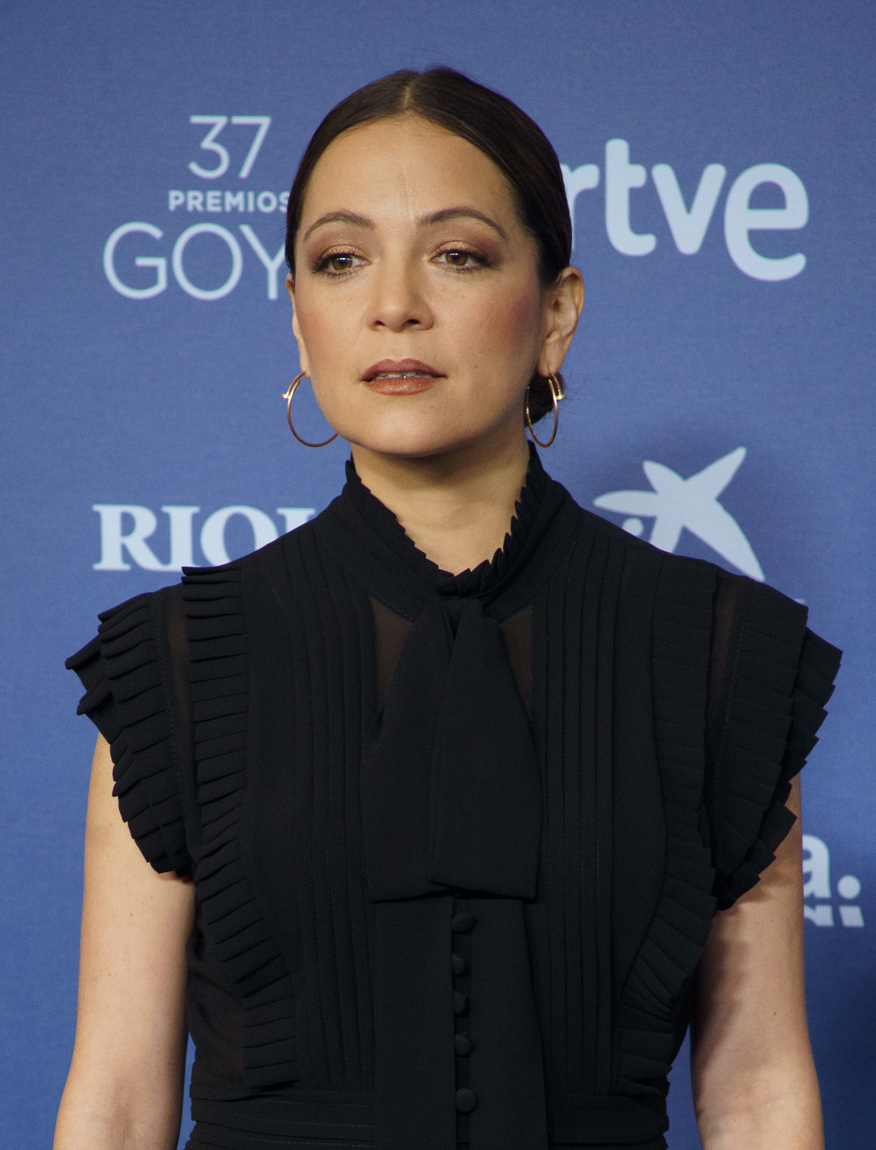
Natalia Lafourcade (* 1984)

- LaFox, Ice (* 1983), US-amerikanische PornodarstellerinIce LaFox (* 1983)

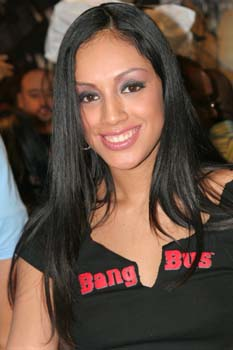
Ice LaFox (* 1983)

- Laframboise, Nicolas (* 2000), kanadischer Snowboarder
- Laframboise, Pete (1950–2011), kanadischer Eishockeyspieler
- Lafranca, François (* 1943), Schweizer Künstler in den Bereichen Malerei, Fotografie, Bildhauerei und Grafik
- Lafrance, Kevin Pierre (* 1990), französisch-haitianischer Fußballspieler
- Lafranceschina, Michel (1939–2024), französischer Fußballspieler und -trainer
- Lafranchi, Arturo (1914–2003), Schweizer Anwalt, Politiker, Tessiner Grossrat, Staatsrat und Nationalrat
- Lafranchi, Bruno (* 1955), Schweizer Langstreckenläufer
- Lafranchi, Carlo (1924–2003), Schweizer Radrennfahrer
- Lafranconi, Dante (* 1940), italienischer Geistlicher, römisch-katholischer Bischof
- LaFree, Gary (* 1951), US-amerikanischer Soziologe und Kriminologe
- Lafrenière, Alexis (* 2001), kanadischer Eishockeyspieler
- Lafrenière, François, kanadischer Diplomat
- LaFrentz, Raef (* 1976), US-amerikanischer Basketballspieler
- Lafrenz, Bernd (* 1955), deutscher Theaterschauspieler
- Lafrenz, Hans (* 1938), deutscher Politiker (CDU). MdHB
- Lafrenz, Klaus (1940–1999), deutscher Kunstsammler
- Lafrenz, Traute (1919–2023), deutsche Widerstandskämpferin gegen den Nationalsozialismus
- Lafreri, Antonio (1512–1577), italienischer Buchillustrator
- Lafresnaye, Frédéric de (1783–1861), französischer Ornithologe und Entomologe
- Lafuente y Zamalloa, Modesto (1806–1866), spanischer Historiker
- Lafuente, Andoni (* 1985), spanischer Radrennfahrer
- Lafuente, Carlos (1908–1989), argentinischer Tangosänger, -komponist und -dichter
- Lafuente, Iñaki (* 1976), spanischer Fußballspieler
- Lafuente, Sergio (* 1966), uruguayischer Gewichtheber und Rallyefahrer
- Lafuite, René (1901–1964), französischer Filmproduzent

### Lag
- Lag, Hans á (* 1974), färöischer Fußball-, Handball- und Badmintonspieler

#### Laga
- Laga, Gerd (1938–2007), deutscher Soziologe und Hochschullehrer
- Laga’aia, Jay (* 1963), neuseeländisch-australischer Schauspieler
- Lagaay, Harm (* 1946), niederländischer AutomobildesignerHarm Lagaay (* 1946)

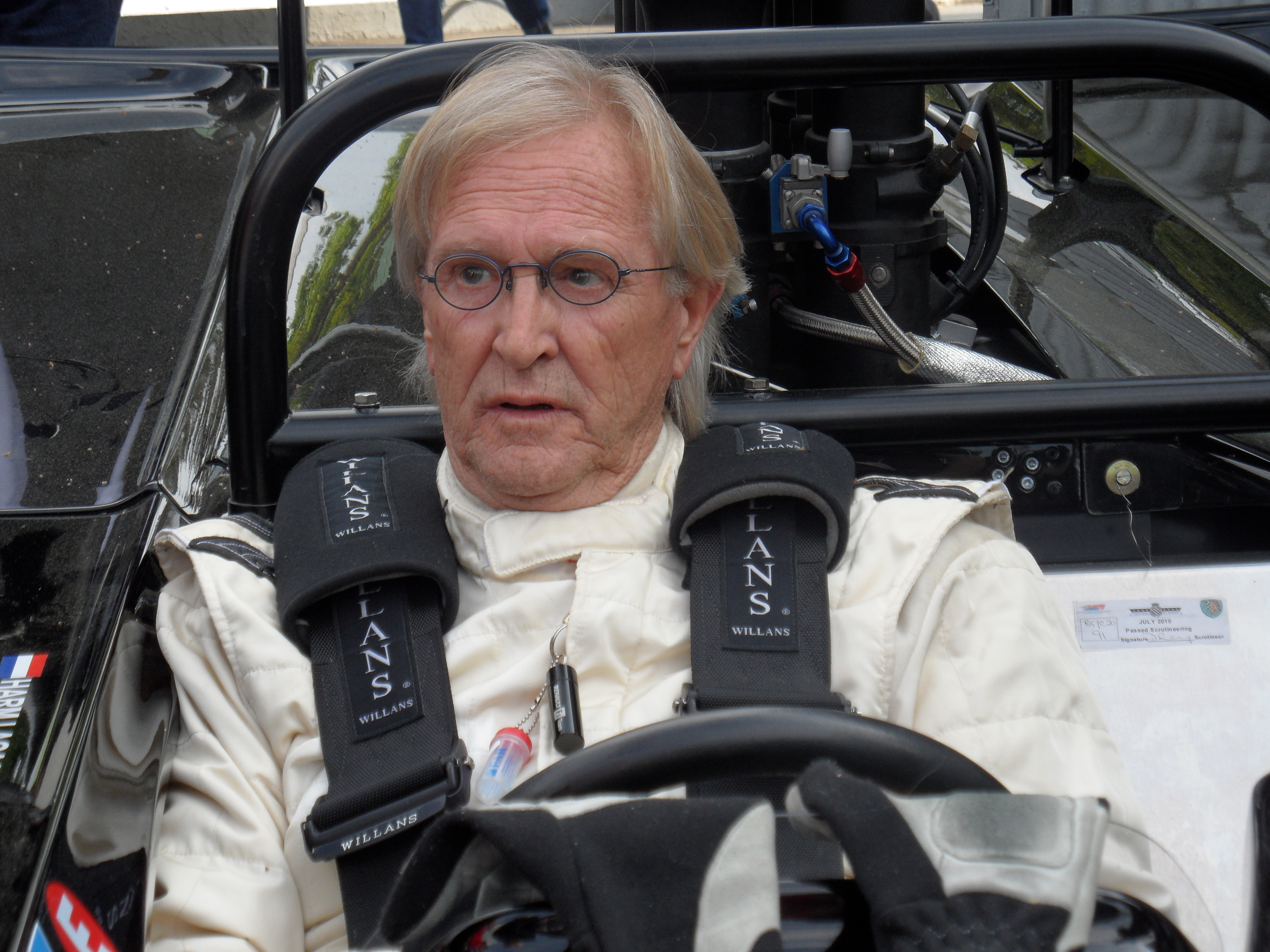
Harm Lagaay (* 1946)

- Lagab, Abdelkader, algerischer Radrennfahrer
- Lagab, Azzedine (* 1986), algerischer Radrennfahrer
- Lagacé, Bernard (1930–2025), kanadischer Organist, Cembalist und Musikpädagoge
- Lagacé, Maxime (* 1993), kanadischer Eishockeytorwart
- Lagacé, Mireille (* 1935), kanadische Organistin, Cembalistin, Pianistin und Musikpädagogin
- Lagache, Alfred (1889–1971), französischer Karambolagespieler
- Lagache, André (1885–1938), französischer Autorennfahrer
- Lagache, Corinne (* 1975), französische Fußballspielerin
- Lagadec, Loïc (* 1974), französischer römisch-katholischer Geistlicher, Weihbischof in Lyon
- Lagadec, Roger (* 1946), Schweizer Elektroingenieur und Pionier der Audiotechnik
- Lagadeuc, Jehan, bretonischer Philologe, Romanist, Keltologe und Lexikograf
- Lagadinowa, Elena (1930–2017), bulgarische Partisanin, Agrarbiologin und Politikerin
- Lagae, Bram (* 2004), belgischer Fußballspieler
- Lagae, Robert Constant (1882–1966), belgischer Ordensgeistlicher, römisch-katholischer Apostolischer Vikar von Niangara
- Lagaillarde, Pierre (1931–2014), französischer Jurist, Mitbegründer der Organisation de l’armée secrète (OAS)Pierre Lagaillarde (1931–2014)

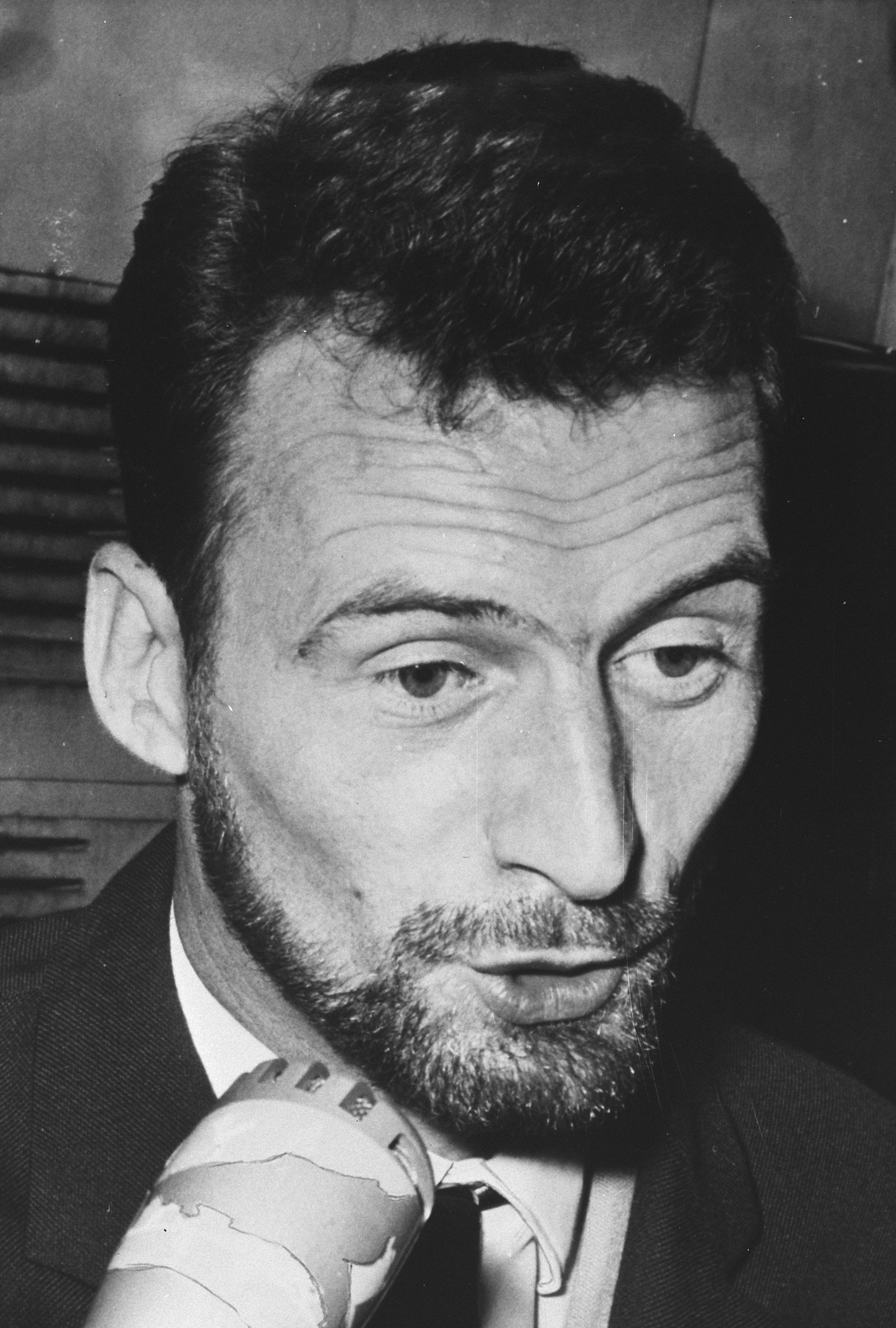
Pierre Lagaillarde (1931–2014)

- Lagalla, Giulio Cesare (1576–1624), italienischer Philosoph
- Lagally, Max G. (* 1942), US-amerikanischer Physiker
- Lagally, Max Otto (1881–1945), deutscher Mathematiker und Physiker
- Lagaly, Gerhard (* 1938), deutscher Chemiker
- LaGamma, Alisa, US-amerikanische Ausstellungskuratorin für afrikanische Kunst
- Lagan, Francis (1934–2020), irischer römisch-katholischer Geistlicher, Weihbischof in Derry
- Lagan, Matthew D. (1829–1901), US-amerikanischer Politiker
- Laganà, Sergio (* 1982), italienischer Radrennfahrer
- Laganière, Antoine (* 1990), kanadischer Eishockeyspieler
- Lagarce, Jean-Luc (1957–1995), französischer Schriftsteller und Theaterregisseur
- Lagarde, André (1912–2001), französischer Literarhistoriker und Schulbuchautor
- Lagarde, Christine (* 1956), französische Politikerin und RechtsanwältinChristine Lagarde (* 1956)

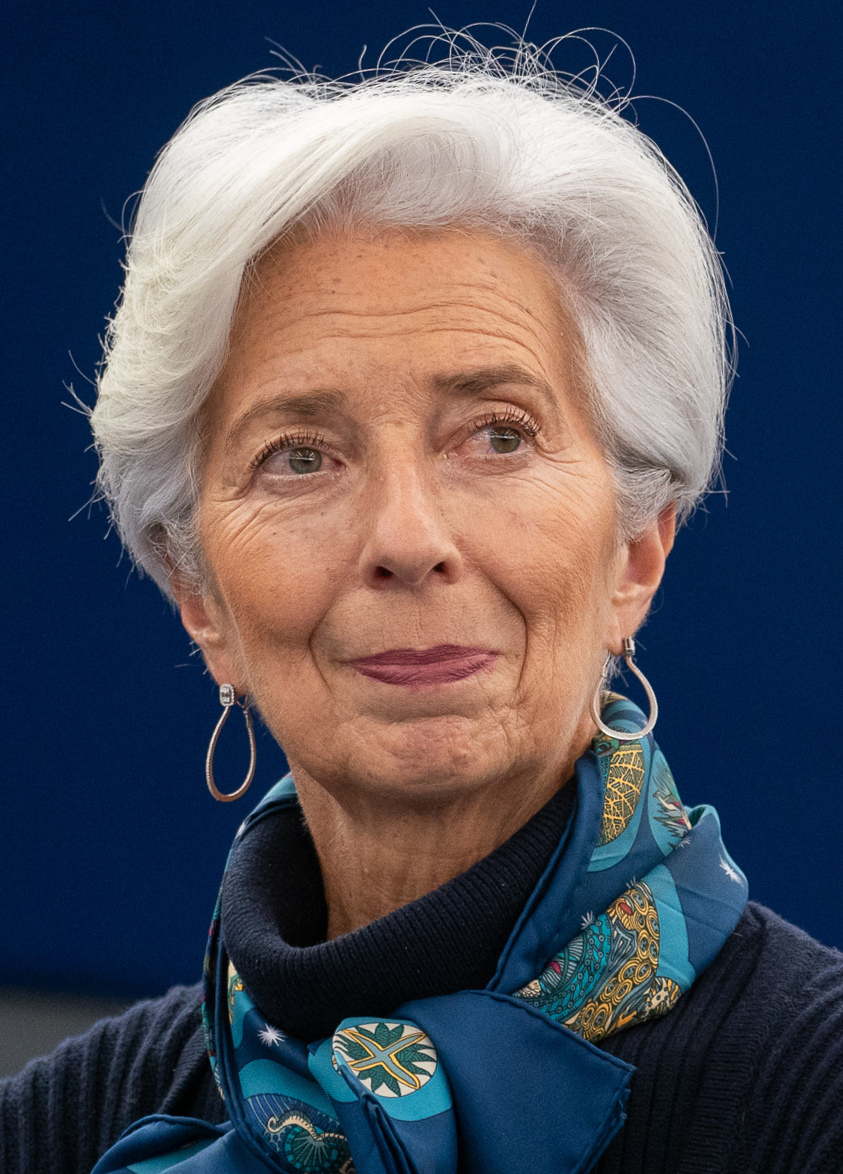
Christine Lagarde (* 1956)

- Lagarde, Jean-Christophe (* 1967), französischer Politiker, Vorsitzender der Partei UDI und ehemaliger Bürgermeister von Drancy
- LaGarde, Jocelyne (1924–1979), französisch-polynesische Schauspielerin
- Lagarde, Marcela (* 1948), mexikanische Hochschullehrerin und Politikerin
- Lagarde, Maxime (* 1994), französischer Schachspieler
- Lagarde, Paul (* 1934), französischer Jurist
- Lagarde, Paul de (1827–1891), deutscher Kulturphilosoph und OrientalistPaul de Lagarde (1827–1891)

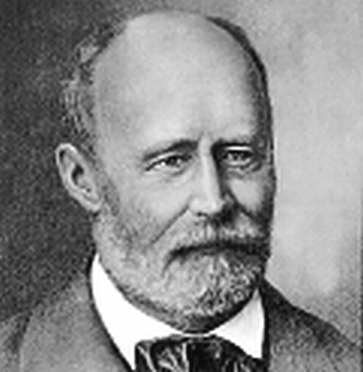
Paul de Lagarde (1827–1891)

- Lagarde, Romain (* 1997), französischer Handballspieler
- Lagarde, Stéphanie (* 1982), französische bildende Künstlerin und Filmregisseurin
- Lagardelle, Hubert (1874–1958), französischer Politiker und Ökonom, zunächst Syndikalist, später Faschist
- Lagardère, Arnaud (* 1961), französischer Verleger
- Lagardère, Jean-Luc (1928–2003), französischer Unternehmer
- Lâgari Hasan Çelebi, osmanischer Flugpionier, erster Flug mit einer Rakete
- Lagarias, Jeffrey (* 1949), US-amerikanischer Mathematiker
- Lagaris, Louisa (* 1995), deutsch-griechische Fußballspielerin
- Lagarrigue, André (1924–1975), französischer experimenteller Teilchenphysiker
- Lagarst, Mely (1889–1947), deutsche Bühnen- und Stummfilmschauspielerin
- Lagartijo (1841–1900), spanischer Stierkämpfer
- Lagarto, João (* 1954), portugiesischer Schauspieler
- Lagasca y Segura, Mariano (1776–1839), spanischer Botaniker
- Lagasnerie, Geoffroy de (* 1981), französischer Philosoph und Soziologe
- Lagasse, André (1923–2010), belgischer Politiker
- Lagasse, Emeril (* 1959), US-amerikanischer Koch, Restaurantbesitzer und AutorEmeril Lagasse (* 1959)

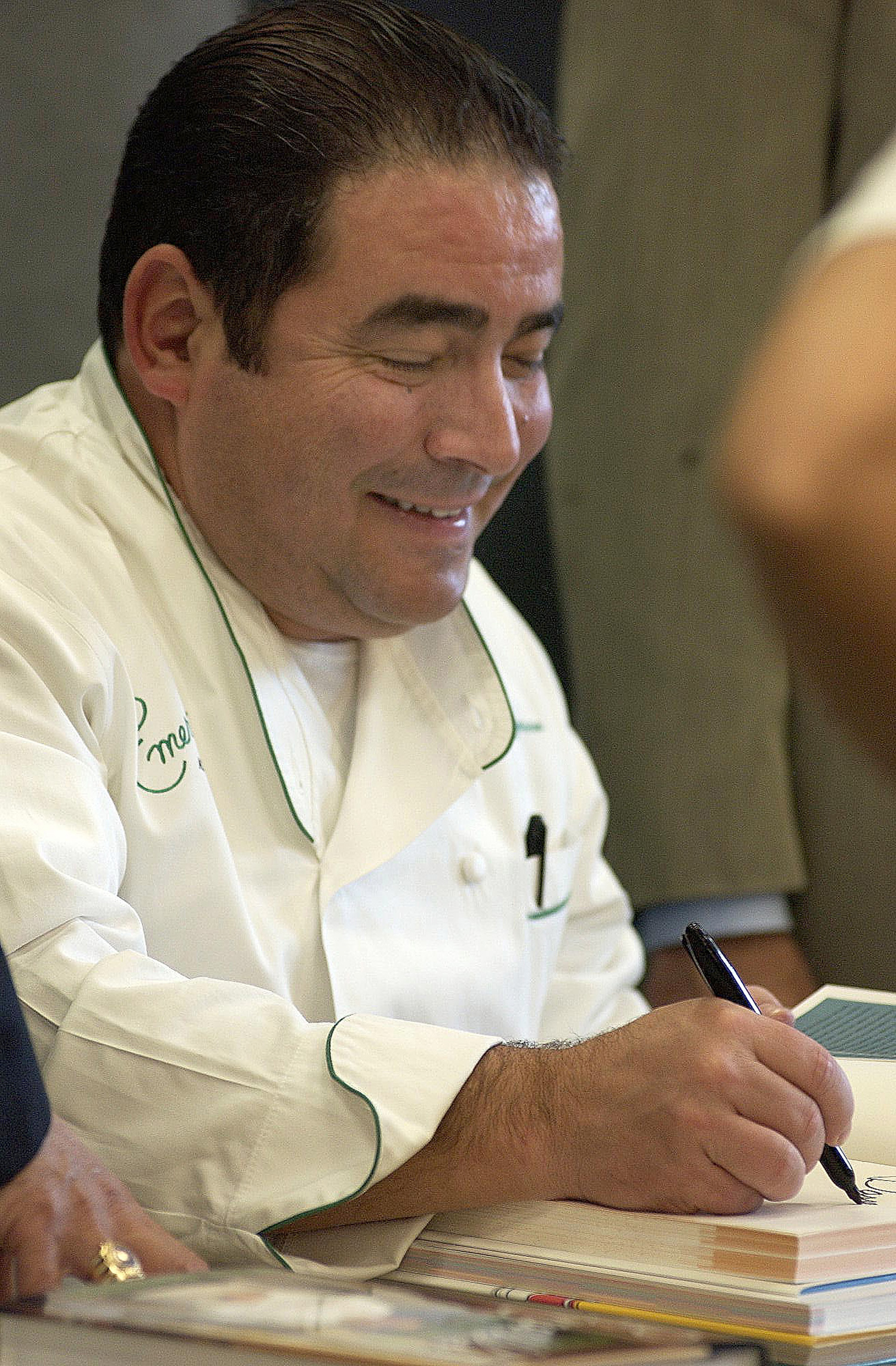
Emeril Lagasse (* 1959)

- Lagat, Bernard (* 1974), US-amerikanischer Mittel- und Langstreckenläufer kenianischer Herkunft
- Lagat, Elijah (* 1966), kenianischer Marathonläufer
- Lagat, Lydia Jeruto (* 2000), kenianische Mittelstreckenläuferin
- Lagatinerie, Bérangère de (1968–1991), französische Schauspielerin und Model
- Lagatz, Uwe (* 1962), deutscher Pädagoge und Historiker
- Lagazane, Ouattara (* 1963), ivorischer Leichtathlet und Olympiateilnehmer

#### Lagb
- Lagbas, Danilo (1952–2008), philippinischer Politiker

#### Lagd
- Lagdameo, Angel (1940–2022), philippinischer Geistlicher und römisch-katholischer Erzbischof von Jaro

#### Lage
- Lage Dávila, Carlos (* 1951), kubanischer Mediziner und Politiker
- Läge, Damian (* 1961), deutscher Psychologe, Philosoph und Philatelist
- Lage, Jordan (* 1963), US-amerikanischer Schauspieler
- Lage, Julian (* 1987), US-amerikanischer Jazzgitarrist
- Lage, Klaus (* 1950), deutscher MusikerKlaus Lage (* 1950)

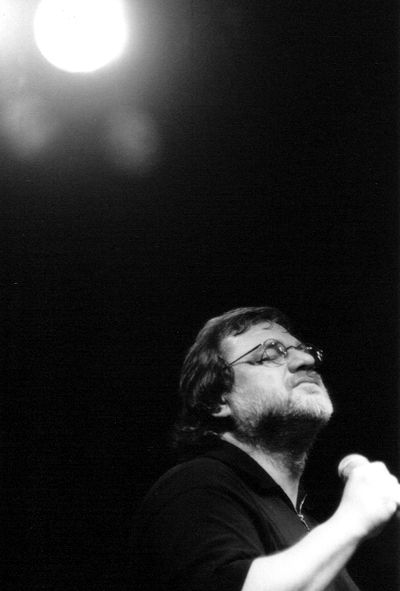
Klaus Lage (* 1950)

- Lage, Konrad von der (1631–1694), Oberhofprediger und Generalsuperintendent
- L’age, Manfred (1934–2022), Facharzt für Innere Medizin und Chefarzt der Infektiologie des Berliner Auguste-Viktoria-Krankenhauses (AVK)
- Lageder, Benjamin (* 1985), österreichischer Musiker, Sänger, Komponist, Produzent
- Lageder, Michael (* 1991), österreichischer Fußballspieler
- Lageder, Thomas (* 1980), liechtensteinischer Politiker
- Lagemann, Christina (* 1983), deutsche Basketballspielerin
- Lagemann, Conrad David (1865–1941), deutscher Lehrer und Heimatdichter
- Lagemann, Hanns Hermann (1924–2003), deutscher Politiker (CDU), MdL
- Lagemann, Inge (1944–2014), deutsche Politikerin (SPD), MdL
- Lagemann, Johann Jakob (1696–1766), Büchsenmacher
- Lagemann, Sigrid (1924–1992), deutsche Schauspielerin und Synchronsprecherin
- Lagen, Jaap van (* 1976), niederländischer Automobilrennfahrer
- Lagendaal, Wim (1909–1987), niederländischer Fußballspieler
- Lagendijk, Ad (* 1947), niederländischer Physiker
- Lagendijk, Ger (1941–2010), niederländischer Fußballspieler und Spielerberater
- Lagendijk, Joost (* 1957), niederländischer Politiker (GroenLinks), MdEP
- Lagenstein, Tobias (1980–2011), deutscher Soldat, Hauptfeldwebel der Bundeswehr
- Lager, Christine (* 1962), schwedische Juristin
- Lager, Daniela (* 1964), Schweizer Moderatorin und Journalistin
- Lager, Herbert (1907–1992), österreichischer Gymnasiallehrer und Volkstanzforscher
- Lager, Martin (* 1936), kanadischer Drehbuchautor
- Lager, Sven (1965–2021), deutscher Schriftsteller
- Lagerbäck, Lars (* 1948), schwedischer Fußballspieler, Trainer der schwedischen Fußballnationalmannschaft
- Lagerberg, Tineke (* 1941), niederländische Schwimmerin
- Lagerbielke, Erika (* 1960), schwedische Glasdesignerin und Professorin für Glasdesign
- Lagerbielke, Gustaf (* 2000), schwedischer Fußballspieler
- Lagerbjelke, Gustaf (1817–1895), schwedischer Jurist, Abgeordneter und Parlamentspräsident
- Lagerblom, Pekka (* 1982), finnischer FußballspielerPekka Lagerblom (* 1982)

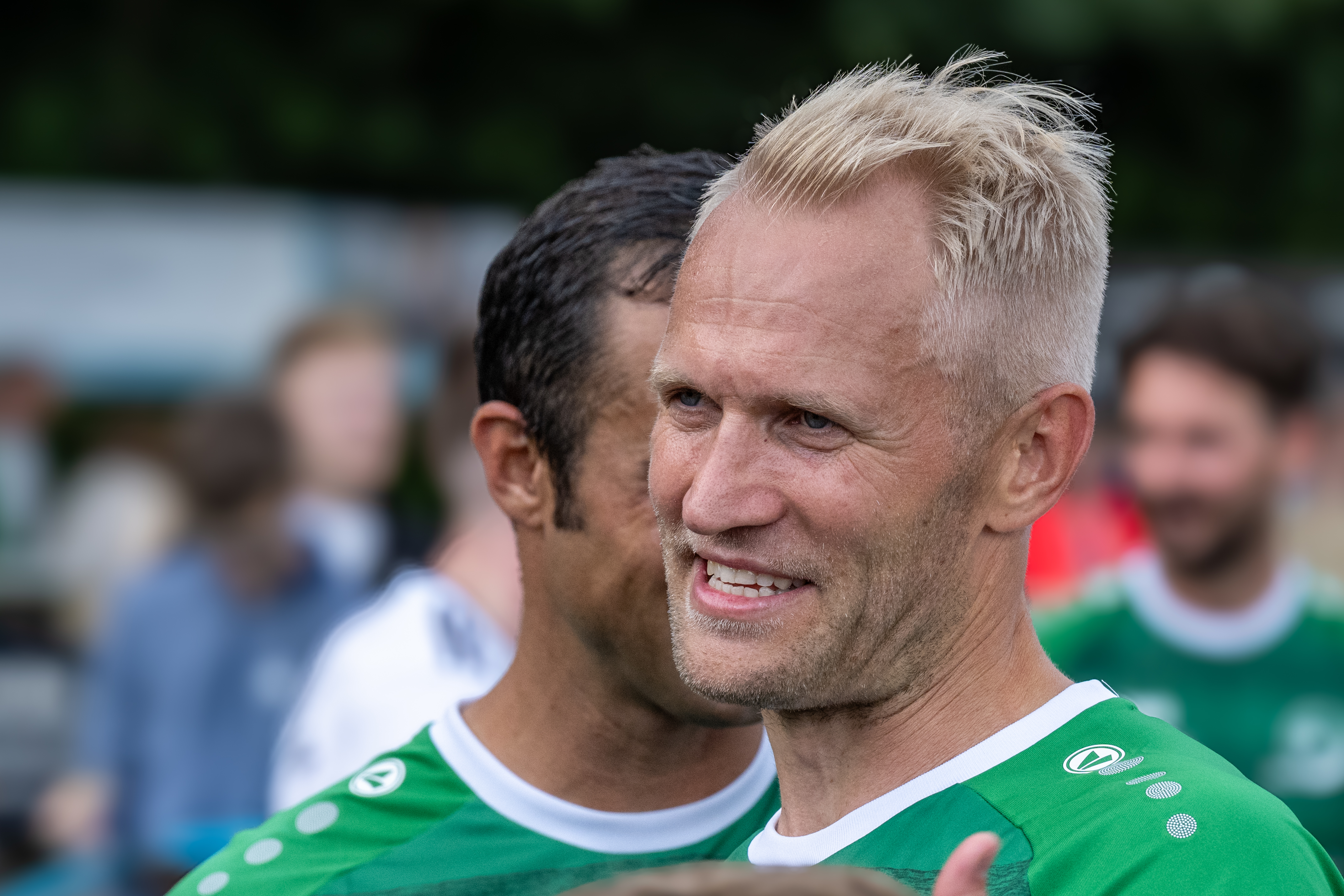
Pekka Lagerblom (* 1982)

- Lagerbon, Ida (* 1998), dänische Handballspielerin
- Lagerbring, Sven (1707–1787), schwedischer Historiker
- Lagercrantz, Bengt (1887–1924), schwedischer Sportschütze
- Lagercrantz, Bror (1894–1981), schwedischer Fechter
- Lagercrantz, David (* 1962), schwedischer Journalist, Biograf und Romanautor
- Lagercrantz, Marika (* 1954), schwedische Schauspielerin
- Lagercrantz, Olof (1911–2002), schwedischer Schriftsteller und Publizist
- Lagercrantz, Otto (1868–1938), schwedischer Klassischer Philologe und Papyrologe
- Lagercrantz, Rose (* 1947), schwedische Schriftstellerin
- Lagercrantz, Sture (1910–2001), schwedischer Ethnograph und Hochschullehrer
- Lagerfeld, Karl (1933–2019), deutscher Modeschöpfer, Designer und FotografKarl Lagerfeld (1933–2019)

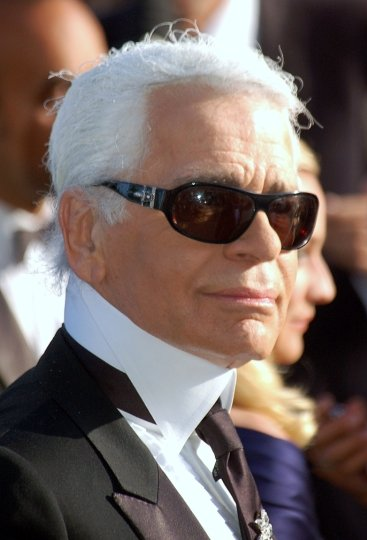
Karl Lagerfeld (1933–2019)

- Lagerfeld, Otto (1881–1967), deutscher Unternehmer (Dosenmilch)
- Lagergren, Albin (* 1992), schwedischer Handballspieler
- Lagergren, Gunnar (1912–2008), schwedischer Jurist
- Lagerholm, Wilhelmina (1826–1917), schwedische Porträt- und Genremalerin sowie Fotografin
- Lagerkrantz, Floyd (1915–1977), schwedischer Fußballspieler
- Lagerkvist, Claes-Ingvar (* 1944), schwedischer Astronom
- Lagerkvist, Pär (1891–1974), schwedischer Schriftsteller und Dichter
- Lagerlöf, Hans (1880–1952), schwedischer Unternehmer und Philatelist
- Lagerlöf, Leonard (1870–1951), schwedischer Sportschütze
- Lagerlöf, Selma (1858–1940), schwedische SchriftstellerinSelma Lagerlöf (1858–1940)

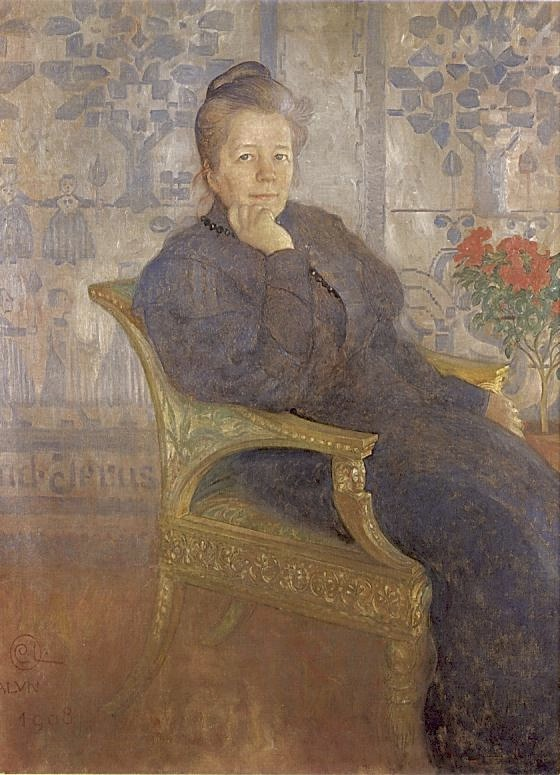
Selma Lagerlöf (1858–1940)

- Lagerlöf, Thomas (* 1971), schwedischer Fußballspieler und -trainer
- Lagerman, Thomas (* 1973), schwedischer Filmeditor
- Lagermann, Paw (* 1977), dänischer Sänger und Musikproduzent
- Lagerpusch, Frank, deutscher Basketballspieler und -trainer
- Lagerpusch, Lars (* 1998), deutscher Basketballspieler
- Lagerpusch, Ole (* 1982), deutscher Schauspieler
- Lagerquist, Anna (* 1993), schwedische Handballspielerin
- Lagerquist, Theodor, deutscher Fußballspieler
- Lagerqvist, Hans (1940–2019), schwedischer Stabhochspringer
- Lagerroos, Kjell (* 1962), finnischer Kameramann
- Lagershausen, Carl (1875–1961), deutscher Manager und Politiker (DVP, DNVP), MdL
- Lagershausen, Hermann (1901–1977), deutscher Ingenieur
- Lagershausen, Karl-Hans (1924–1988), deutscher Politiker (CDU), MdL, MdB
- Lagerstam, Hillevi (1923–1998), finnische Schauspielerin
- Lagerström, Anders (* 1977), schwedischer Verleger
- Lagerström, Angelika von (1812–1879), deutsche Lehrerin und Schriftstellerin
- Lagerström, Magnus (1666–1736), schwedischer Regierungsbeamter und Kanzler von Schwedisch-Pommern
- Lagerström, Magnus (1691–1759), schwedischer Unternehmer und Direktor der Schwedischen Ostindien-Kompanie
- Lagerstrom, Oscar (1890–1974), US-amerikanischer Film- und Tontechniker
- Lagerstrom, Paco (1914–1989), schwedisch-US-amerikanischer Mathematiker
- Lagerwall, Hans (1941–2022), schwedischer Fechter
- Lagerwall, Sven Torbjörn (* 1934), schwedischer Physiker
- Lagerwall, Vianca (* 1992), neuseeländische Hochspringerin
- Lagerwey, Engelbertus (1880–1959), niederländischer, altkatholischer Bischof
- Lagerwey, John (* 1946), US-amerikanischer Sinologe, Daoismus-Forscher
- Lages, Willy (1901–1971), deutscher KriegsverbrecherWilly Lages (1901–1971)

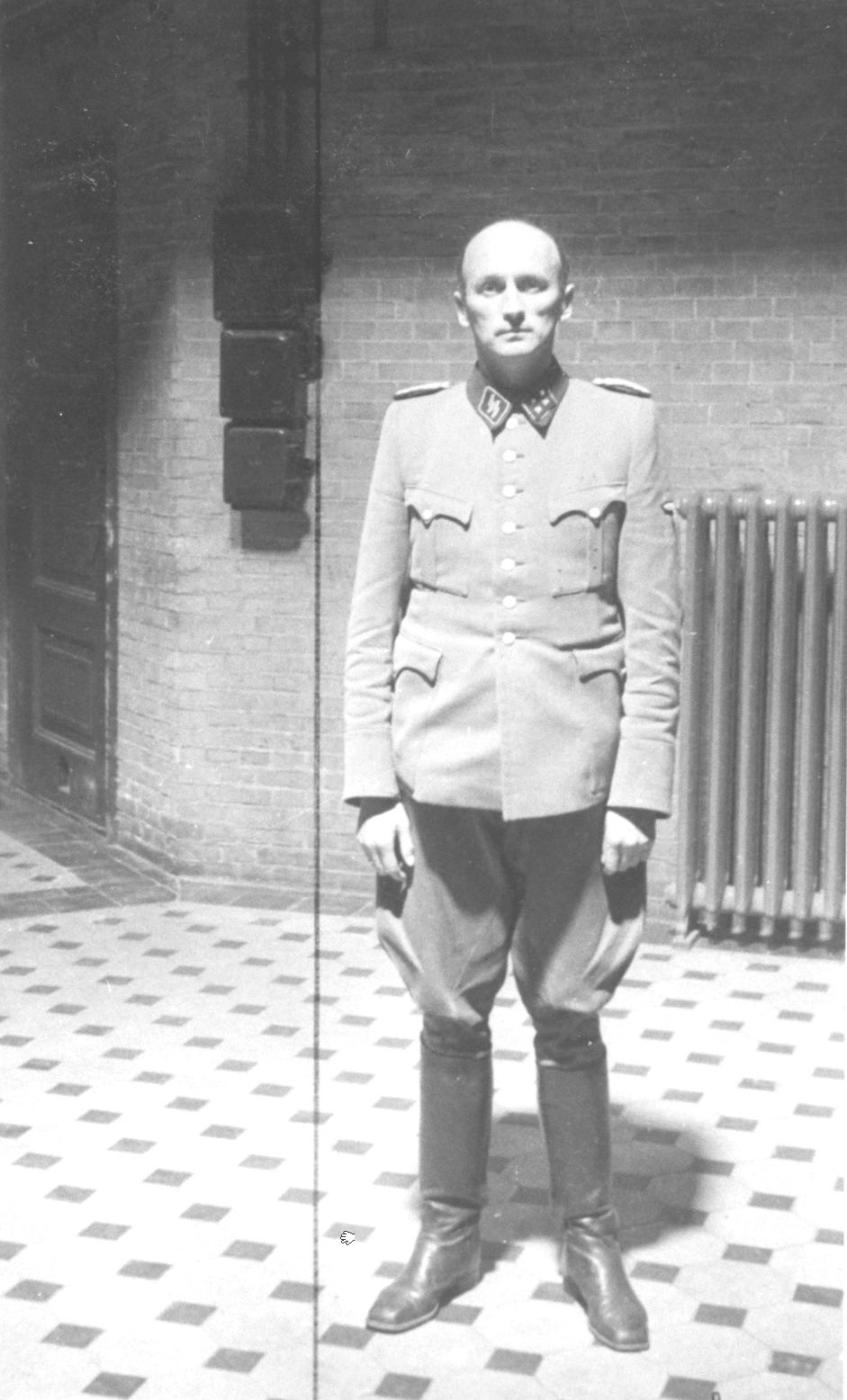
Willy Lages (1901–1971)

- Lagesen, May Britt (* 1971), norwegische Politikerin
- Lagesse, Marcelle (1916–2011), mauritische Schriftstellerin und Journalistin
- Laget, Didier (* 1957), französischer Musiker und Schriftsteller im Bereich der Kinder- und Jugendliteratur
- Laget, Louis (1821–1882), französischer Politiker, Mitglied der Nationalversammlung
- Laget, Serge (1959–2023), französischer Spieleautor
- Lagetko, Anatoli Nikolajewitsch (1936–2006), sowjetischer Boxer

#### Lagg
- Laggai, Edwin (1904–1992), deutscher Jurist
- Lagger, Hans (1882–1949), österreichischer Politiker (SdP, SPÖ), Abgeordneter zum Nationalrat
- Lagger, Jürgen (* 1967), österreichischer Verleger und Schriftsteller
- Lagger, Michael (* 1986), österreichischer Jazzmusiker (Piano, Komposition)
- Lagger, Oskar (1934–2019), Schweizer Komponist und Kapellmeister
- Lagger, Peter (1926–1979), Schweizer Opernsänger (Bass)
- Lagger, Sarah (* 1999), österreichische Siebenkämpferin
- Laggies, Lothar (* 1927), deutscher Politiker (SPD), MdA
- Laggner, Florian (* 1988), österreichischer Handballspieler
- Laggner, Josef (* 1966), österreichischer Gastronom
- Laggner, Julia (* 1993), namibisch-deutsche Beachvolleyballspielerin
- Laggner, Stefan (* 1958), österreichischer Gewichtheber
- Laggoune, Walid (1949–2025), algerischer Jurist und Hochschullehrer

#### Lagh
- Lagha, Zachary (* 1999), kanadischer Eistänzer
- Laghai, Shafagh, deutsch-iranische Fernsehjournalistin
- Laghdhaf, Moulaye Ould Mohamed (* 1957), mauretanischer Politiker, Diplomat und Premierminister (2008–2014)
- Laghi, Aldo (1883–1942), italienischer Geistlicher, römisch-katholischer Erzbischof und Diplomat des Heiligen Stuhls
- Laghi, Pio (1922–2009), italienischer Kardinal
- Laghidse, Rewas (1921–1981), georgischer Komponist
- Laghmani, Abdullah († 2009), afghanischer stellvertretender Geheimdienstchef
- Lagho, Wilybard (* 1958), kenianischer Geistlicher, römisch-katholischer Bischof von Malindi

#### Lagi
- Lagier, Bertrand († 1392), Kardinal der römisch-katholischen Kirche
- Łagiewski, Maciej (* 1955), polnischer Historiker und Museumsdirektor
- Lagimodière, Jean-Baptiste (1778–1855), frankokanadischer Trapper, Pelzhändler und Farmer
- Lagin, Lasar Iossifowitsch (1903–1979), sowjetischer Schriftsteller
- Lagin, Ned (* 1949), US-amerikanischer Keyboarder
- Lagina, Anastassija Alexandrowna (* 1995), russische Handballspielerin
- Laging, Ralf (* 1953), deutscher Sportpädagoge
- Laginha, Mário (* 1960), portugiesischer Jazz-Pianist und Komponist
- Lagioia, Nicola (* 1973), italienischer Schriftsteller

#### Lagl
- Lagleder, Gerhard (* 1955), deutscher Missionar
- Lagleize, Jean-Christophe (* 1954), französischer Geistlicher, römisch-katholischer Bischof von Metz
- Lagler, Christian (1668–1741), böhmischer Baumeister des Barock in Teplice
- Lagler, Engelbert (1939–2022), österreichischer Militär, General des Österreichischen Bundesheeres
- Lagler, Ernst (1903–1974), österreichischer Universitätsprofessor, Volkswirt und Agrarsoziologe
- Lagler, Thomas (* 1968), Schweizer Freestyle-Skier
- Lagler, Wilfried (* 1953), deutscher Historiker und Bibliothekar
- Laglerová, Božena (1888–1941), österreichisch-böhmische Pilotin
- Lagleva, John Glenn (* 2004), philippinischer Eishockeyspieler

#### Lagm
- Lagman, König von Man und der Inseln
- Lagman, Edcel Greco (* 1972), philippinischer Rechtsanwalt und Politiker

#### Lagn
- Lagnado, Lucette (1956–2019), sephardisch-amerikanische Schriftstellerin und Journalistin
- Lagnasco, Peter Robert Taparelli von (1659–1735), kursächsischer General und Politiker
- Lagnel, Antoine (1831–1907), französischer Politiker, Mitglied der Nationalversammlung
- Lagnel, Julius Adolph de (1827–1912), General der Konföderierten Staaten von Amerika im Amerikanischen Bürgerkrieg
- Lagnese, Pietro (* 1961), italienischer Geistlicher, römisch-katholischer Bischof von Caserta und Erzbischof von Capua
- Lagniet, Jacques (1620–1675), französischer Kupferstecher
- Lagniez, Jean-Claude (* 1947), französischer Automobilrennfahrer
- Lagno, Jekaterina Alexandrowna (* 1989), ukrainisch-russische Schachgroßmeisterin

#### Lago
- Lago, Alejandro (* 1979), uruguayischer Fußballspieler
- Lago, Antonio (1893–1960), italienischer Automobilkonstrukteur und Automobilfabrikant
- Lago, Armelle (* 1986), ivorische Fußballspielerin
- Lago, Clara (* 1990), spanische SchauspielerinClara Lago (* 1990)

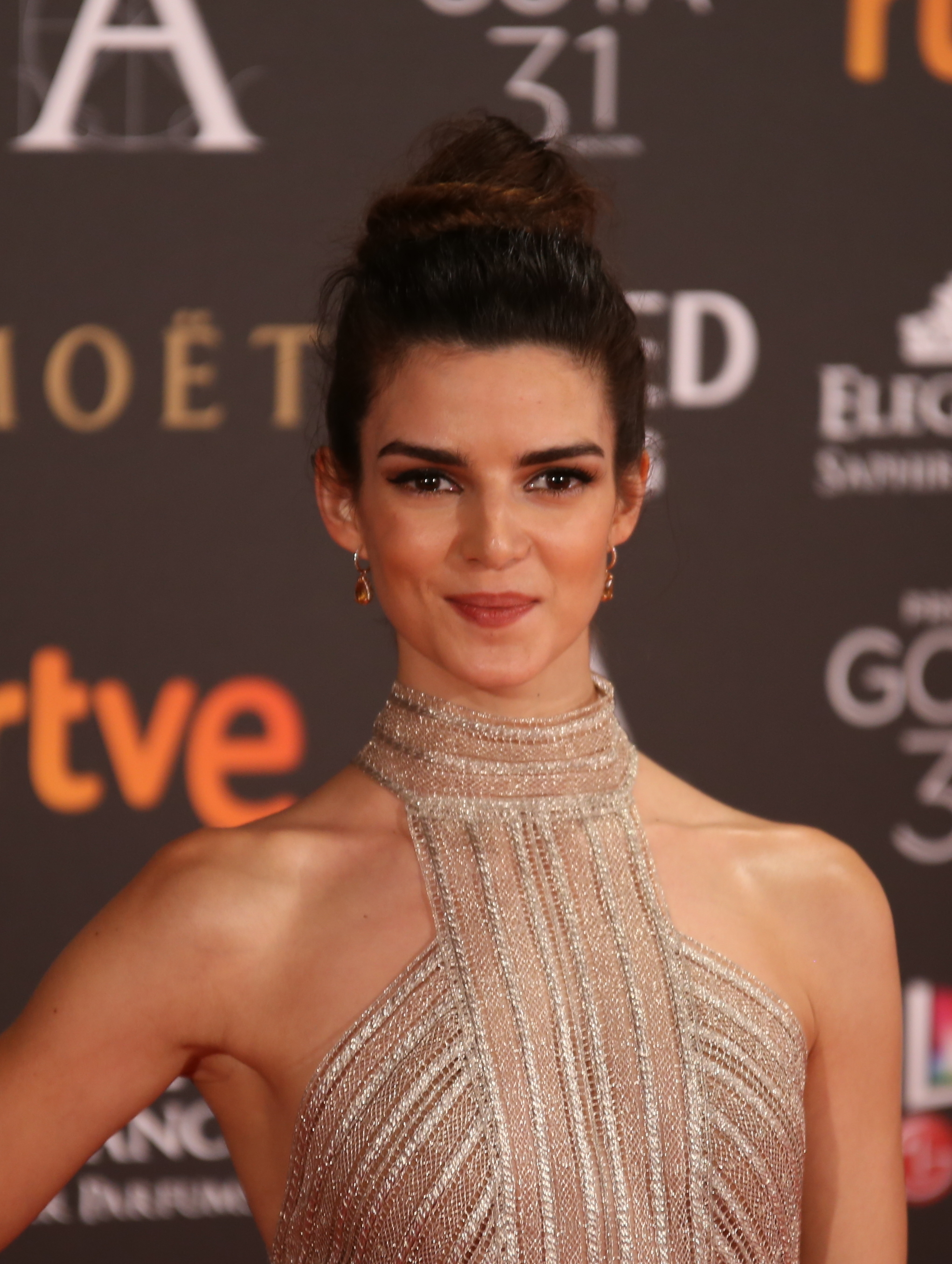
Clara Lago (* 1990)

- Lago, Cristina (* 1982), brasilianische Schauspielerin
- Lago, David (* 1979), US-amerikanischer Schauspieler
- Lago, Eduardo (* 1954), spanischer Schriftsteller, Übersetzer und Literaturkritiker
- Lago, Harouna (* 1946), nigrischer Boxer
- Lago, Jackson (1934–2011), brasilianischer Mediziner, Politiker (PDT)
- Lago, Marcelo (* 1958), brasilianischer Bildhauer und Objektkünstler
- Lago, Mario (1878–1950), italienischer Diplomat, Gesandter in der Tschechoslowakei, Gouverneur der italienischen Ägäis-Inseln und Senator
- Lago, Roberto (* 1985), spanischer Fußballspieler
- Lago, Scotty (* 1987), US-amerikanischer Snowboarder
- Lago, Sylvia (* 1932), uruguayische Schriftstellerin, Literaturkritikerin und Dozentin
- Lago, Teresa (* 1947), portugiesische Astronomin
- Lago, Virginia (* 1946), argentinische Schauspielerin und Moderatorin
- Lagoa, Barbara (* 1967), US-amerikanische Richterin
- Lagodinsky, Sergey (* 1975), deutscher Rechtsanwalt und PublizistSergey Lagodinsky (* 1975)

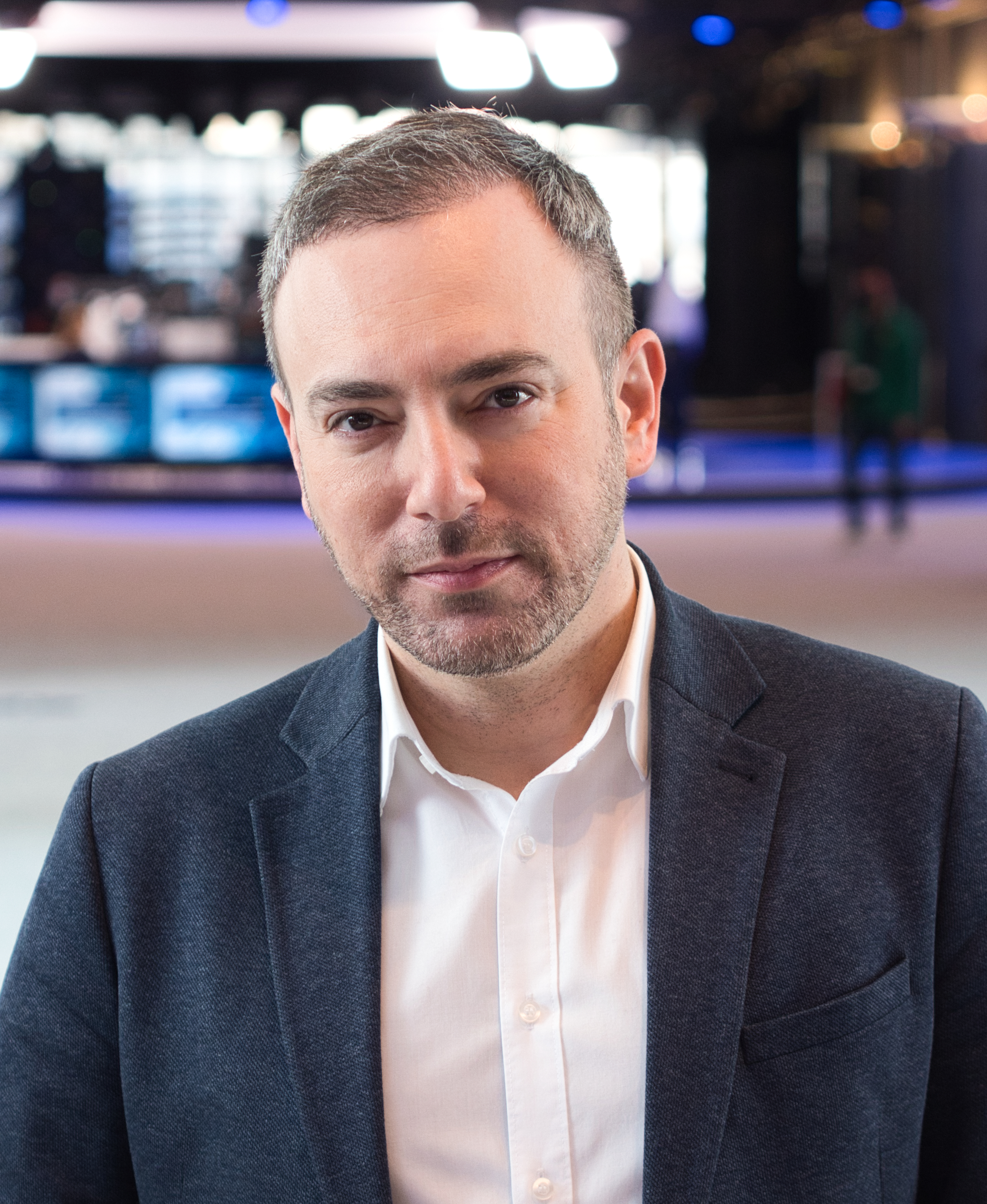
Sergey Lagodinsky (* 1975)

- Lagodny, John, luxemburgischer Rennfahrer
- Lagogianni-Georgakarakos, Maria, griechische Klassische Archäologin
- Lagois, Martin (1912–1997), deutscher Theologe und Fernsehbeauftragter der Evangelisch-Lutherischen Kirche in Bayern
- Lagomarsino, Robert J. (1926–2021), US-amerikanischer Politiker
- Lagomarsino, Ron, US-amerikanischer Film- und Theaterregisseur
- Lagomorpha (* 1975), deutscher Musiker und Komponist
- Lagonegro, Dominick John (* 1943), US-amerikanischer Geistlicher und emeritierter römisch-katholischer Weihbischof in New York
- Lagonessa, Fabio Della († 1659), italienischer Geistlicher, Erzbischof von Conza und Lateinischer Patriarch von Antiochia
- Lagoni, Rainer (1941–2024), deutscher Rechtswissenschaftler
- Lagonia, Alyssa (* 1989), kanadische Fußballspielerin
- Lagonikakis, Andreas (* 1972), griechischer Fußballspieler
- Lagorce, Franck (* 1968), französischer Autorennfahrer
- Lagorio, Alexander Evgenievic Karl Leo von (1852–1944), Mineraloge
- Lagorio, Alexander von (1890–1965), deutscher Filmkameramann und Fotograf
- Lagorio, Lelio (1925–2017), italienischer Politiker (PSI), Mitglied der Camera dei deputati, MdEP
- Lagorio, Lew Felixowitsch (1828–1905), russischer Maler
- Lagos, Stammvater des ägyptischen Königshauses der Ptolemäer
- Lagos Andino, Ricardo (* 1954), honduranischer Diplomat
- Lagos Weber, Ricardo (* 1962), chilenischer Politiker
- Lagos, Anastasios (* 1992), griechischer Fußballspieler
- Lagos, Charalambos (* 1995), griechischer Leichtathlet
- Lagos, Edith (1962–1982), peruanische Frau, Mitglied des peruanischen Sendero Luminoso
- Lagos, Eduardo (1929–2009), argentinischer Pianist, Komponist und Musikkritiker
- Lagos, Ernesto (* 1930), chilenischer Hochspringer
- Lagos, Ioannis (* 1972), griechischer Rechtsextremist, bis 2019 Mitglied der neonazistischen Partei Chrysi Avgi (XA, Goldene Morgenröte)
- Lagos, Jerson (* 2002), kolumbianisch-neuseeländischer Fußballspieler
- Lagos, João (* 1944), portugiesischer Tennisspieler und Unternehmer
- Lagos, Orlando (1913–2007), chilenischer Fotograf
- Lagos, Óscar (* 1973), honduranischer Fußballspieler
- Lagos, Ricardo (* 1938), chilenischer Politiker (Sozialistische Partei), Präsident von Chile (2000–2006)Ricardo Lagos (* 1938)

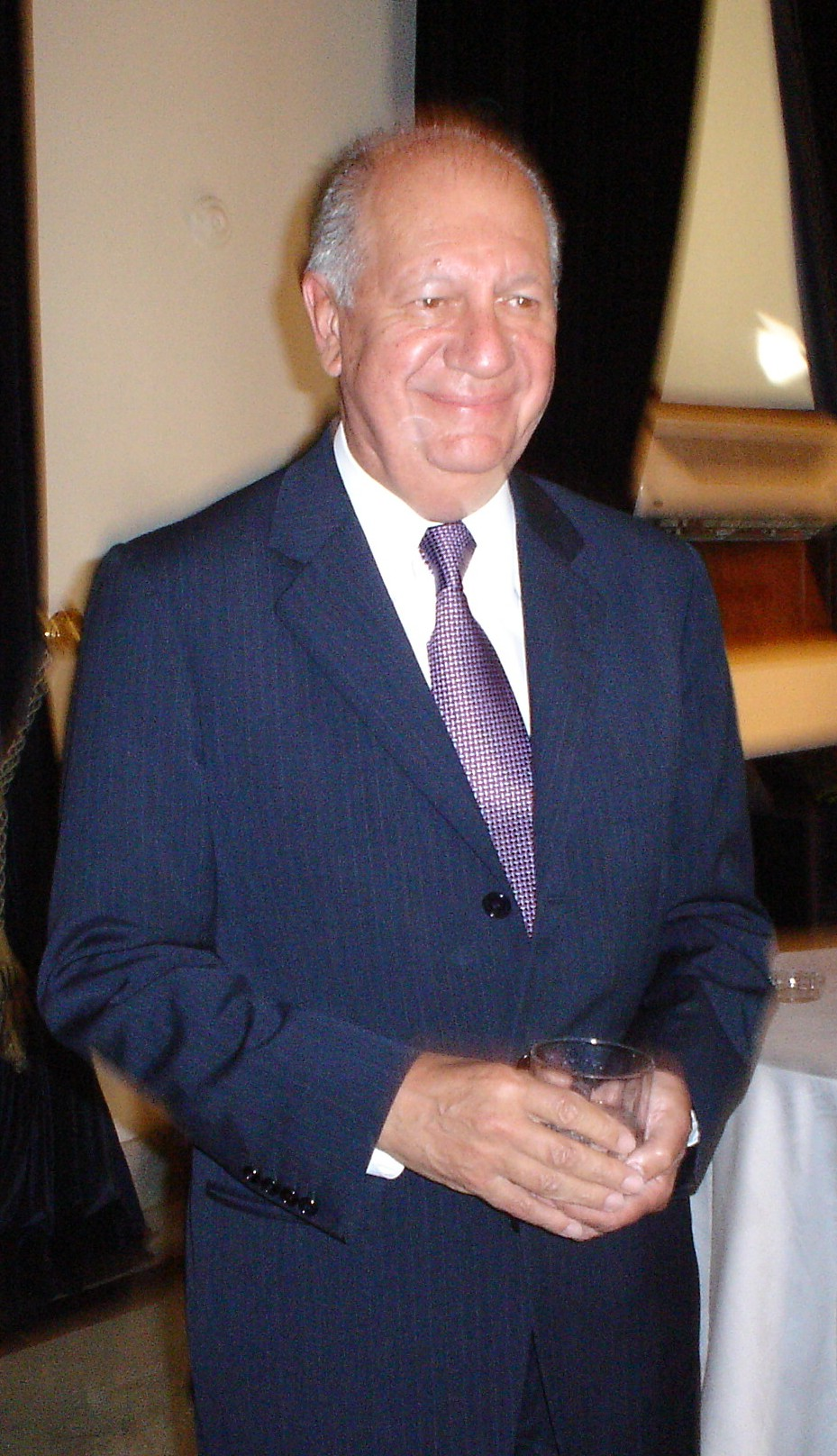
Ricardo Lagos (* 1938)

- Lagosky, Uwe (* 1962), deutscher Politiker (CDU), MdB
- Lagosz, Kazimierz (1888–1961), katholischer Theologe Kapitularvikar von Breslau
- Lagouge, Georges (1893–1970), französischer Turner
- Lagoune, Zine el-Abidine (* 1999), algerischer Mittelstreckenläufer
- Łagowska, Irena, polnische Musikerin, Überlebende des Vernichtungslagers Auschwitz
- Lagoya, Alexandre (1929–1999), klassischer Gitarrist

#### Lagr
- Lagrand, John (1949–2005), niederländischer Musiker
- LaGrand, Karlheinz (1963–1999), deutscher Bankräuber
- LaGrand, Walter (1962–1999), deutscher Bankräuber
- Lagrange, Anne-Marie (* 1962), französische Astrophysikerin
- Lagrange, Charles Henri (1851–1932), belgischer Mathematiker und Astronom
- Lagrange, Georges (1929–2014), französischer Geistlicher, römisch-katholischer Bischof von Gap
- Lagrange, Gerhard (* 1939), österreichischer Komponist und Dirigent
- Lagrange, Joseph (1763–1836), französischer Divisionsgeneral
- Lagrange, Joseph-Louis (1736–1813), französisch-italienischer Mathematiker und AstronomJoseph-Louis Lagrange (1736–1813)

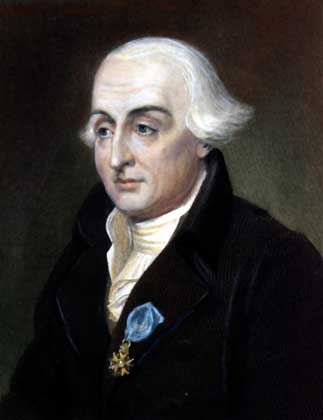
Joseph-Louis Lagrange (1736–1813)

- Lagrange, Léo (1900–1940), französischer Sozialist, Ministerialdirektor für Sport und Freizeit unter der Front populaire
- Lagrange, Marie-Joseph (1855–1938), französischer Dominikaner
- Lagrange-Chancel, François-Joseph de (1677–1758), französischer dramatischer Dichter
- Lagrave, Pierre (1811–1832), französischer Komponist
- LaGravenese, Richard (* 1959), US-amerikanischer Drehbuchautor
- Lagreca, Sylvio (1895–1966), brasilianischer Fußballspieler
- Lagrell, Lars-Åke (1940–2020), schwedischer Fußballfunktionär und Politiker
- Lagrène, Biréli (* 1966), französischer Gitarrist, Komponist und JazzmusikerBiréli Lagrène (* 1966)

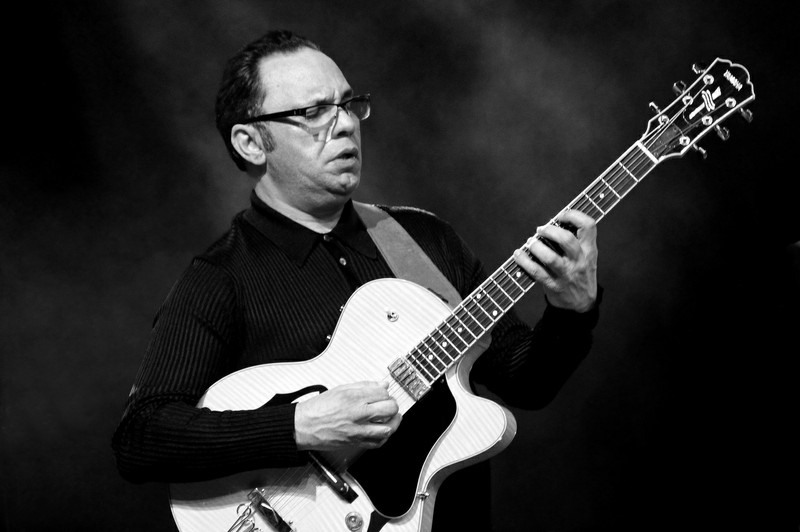
Biréli Lagrène (* 1966)

- Lagrene, Ilona (1950–2023), deutsche Bürgerrechtsaktivistin, Frauenrechtlerin und Autorin
- Lagrene, Reinhold († 2016), deutscher Sinti und Leiter des Referat Bildung des Zentralrat Deutscher Sinti und Roma
- Lagrenée, Jean-Jacques (1739–1821), französischer Maler und Zeichner
- Lagrenée, Louis Jean François (1725–1805), französischer Maler
- Lagrenne, Hildegard (1921–2007), Holocaust-Überlebende, Mitarbeiterin beim Zentralrat Deutscher Sinti und Roma und im Dokumentations- und Kulturzentrum des Zentralrats in Heidelberg
- Lagro-Janssen, Toine (* 1948), niederländische Hausärztin und Medizinprofessorin
- Lagrula, Joanny-Philippe (1870–1950), französischer Astronom
- Lagrutta, Aldo (* 1962), venezolanischer Gitarrist

#### Lagu
- Lagu, Joseph (* 1931), sudanesischer Rebellenführer, Politiker und Botschafter
- Laguarda i Fenollera, Joan Josep (1866–1913), spanischer Geistlicher, römisch-katholischer Bischof von Urgel, Jaén und Barcelona
- Laguardia, Víctor (* 1989), spanischer Fußballspieler
- Laguarta, Ramon (* 1963), spanischer Manager
- Laguera, Marcelo (* 1996), mexikanischer Leichtathlet
- Laguérie, Philippe (* 1952), französischer katholischer Altritualist und amtierender Oberer des Institut du Bon Pasteur
- Laguerre, Edmond (1834–1886), französischer Mathematiker
- Laguerre, John (1688–1748), englischer Historienmaler, Kupferstecher und Sänger
- Laguerre, Louis (1663–1721), französischer Maler
- Laguía, José Luis (* 1959), spanischer Radsportler
- Laguiller, Arlette (* 1940), französische Politikerin, MdEP
- Lagumbay, Wenceslao (1913–1995), philippinischer Rechtsanwalt und Politiker
- Lagumdžija, Zlatko (* 1955), bosnisch-herzegowinischer Politiker und Wirtschaftsinformatiker
- Lagun, Veronika (* 1985), litauische Biathletin
- Laguna Contreras, Jimena (* 2000), spanische Handballspielerin
- Laguna de la Vera, Rafael (* 1964), deutscher Unternehmer
- Laguna, Andrés (1499–1559), spanischer Mediziner, Pharmazeutiker, Botaniker und Humanist
- Laguna, Baruch Lopes Leão de (1864–1943), niederländischer Maler
- Laguna, Fernanda (* 1972), argentinische Künstlerin, Autorin und Kuratorin
- Laguna, Frederica de (1906–2004), US-amerikanische Anthropologin, Ethnologin, Archäologin und Schriftstellerin
- Lagūna, Ieva (* 1990), lettisches Model
- Laguna, Ismael (* 1943), panamaischer Boxer im Leichtgewicht und sowohl zweifacher Weltmeister des Verbandes WBC als auch des Verbandes WBA
- Laguna, Justo Oscar (1929–2011), argentinischer Geistlicher, römisch-katholischer Bischof von Morón
- Laguna, Óscar (* 1978), spanischer Radrennfahrer
- Lagunow, Alexander (* 1967), deutscher Schachmeister
- Lagunow, Jewgeni Alexandrowitsch (* 1985), russischer Schwimmer
- Lagunow, Raphael (* 2000), deutscher Schachspieler
- Lagus, Caspar († 1606), Jurist und Rechtsprofessor
- Lagus, Daniel (1618–1678), deutscher Theologe und Naturwissenschaftler
- Lagus, Frieda (1891–1914), österreichische Modedesignerin und Architektin
- Lagus, Gregor (1586–1652), deutscher lutherischer Theologe
- Lagus, Konrad († 1546), deutscher Rechtswissenschaftler
- Lagus-Möschl, Gabriele (1887–1961), österreichische Malerin, Grafikerin und Kunstgewerblerin
- Lagut, Irène (1893–1994), französische Malerin
- Lagutenko, Ilja Igorewitsch (* 1968), russischer Schauspieler und Musiker
- Lagutin, Boris Nikolajewitsch (1938–2022), sowjetischer Boxer
- Lagutin, Sergei Sergejewitsch (* 1981), russisch-usbekischer Radrennfahrer

#### Lagw
- Lagwen, Anthony (* 1967), tansanischer Geistlicher und römisch-katholischer Bischof von Mbulu

#### Lagz
- Lagzdins, Valters (* 1989), deutscher Volleyballspieler

### Lah
- Lah, Bojan (* 1983), slowenischer Handballschiedsrichter
- Lah, Gaber (* 1975), slowenischer Skilangläufer und Bogenbiathlet
- Lah, Ivo (1896–1979), slowenischer Mathematiker
- Lahad, Antoine (1927–2015), libanesischer Armeeführer
- Lahai, Musa (* 1975), sierra-leonischer Politiker (SLPP)
- Lahaie, Brigitte (* 1955), französische Schauspielerin und SchriftstellerinBrigitte Lahaie (* 1955)

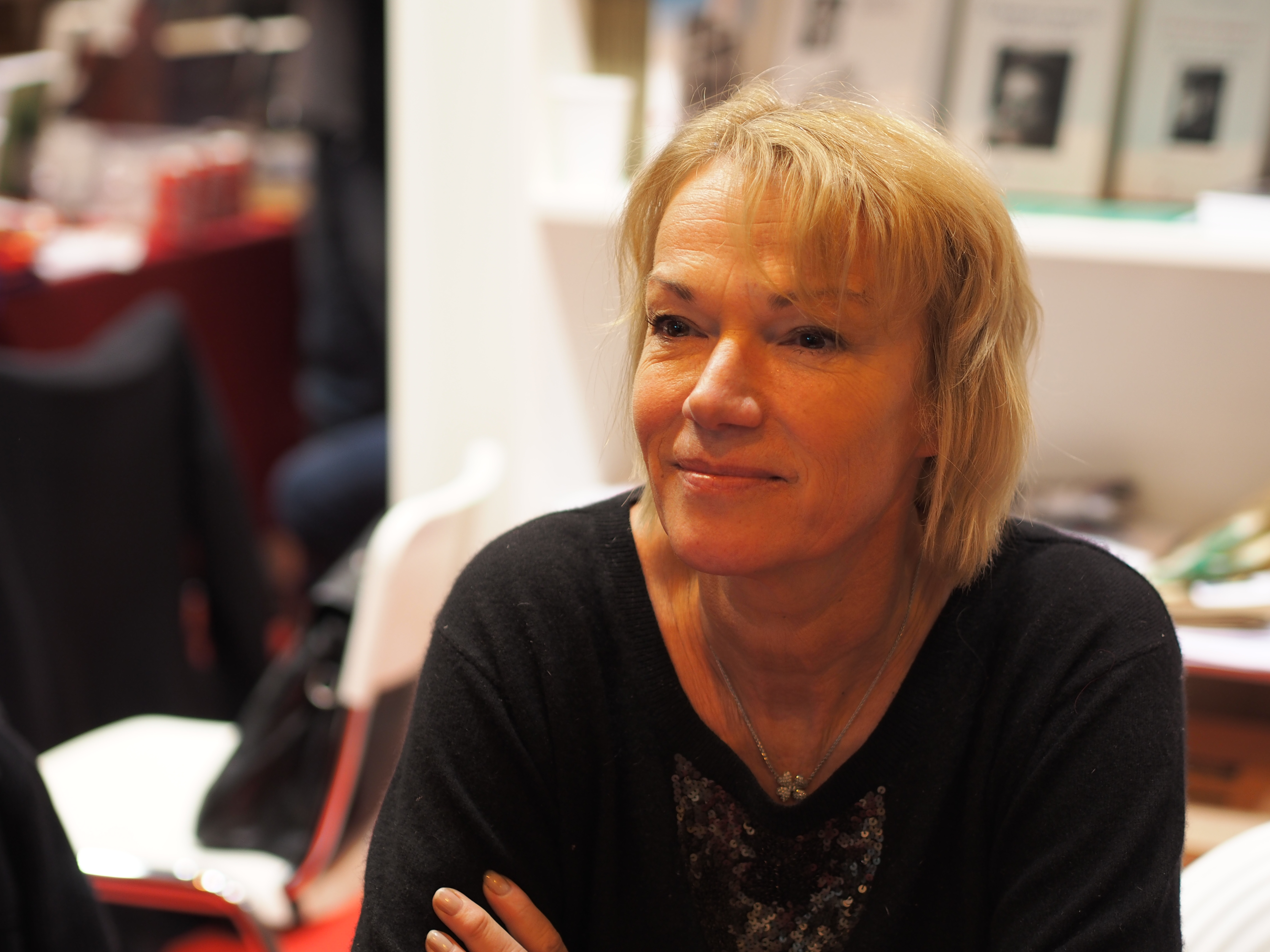
Brigitte Lahaie (* 1955)

- Lahaine, Dietmar (* 1952), deutscher Schauspieler
- Lahana, Emma (* 1984), neuseeländische Schauspielerin
- Lahann, Birgit (* 1940), deutsche Journalistin und Autorin
- Lahannya, britische Sängerin und Songschreiberin
- Lahardi Fitriawan, Devin (* 1983), indonesischer Badmintonspieler
- Laharpe, Amédée Emmanuel François (1754–1796), schweizerisch-französischer Divisionsgeneral
- Lahart, John (* 1960), irischer Politiker
- Lahat, Schlomo (1927–2014), israelischer Militär und Politiker (Likud)
- Lahausen, Christoph († 1662), deutscher Jurist und Gesandter bei den Westfälischen Friedensverhandlungen
- Lahaut, Julien (1884–1950), belgischer Politiker und kommunistischer Aktivist
- Lahav, Dan (1946–2016), israelischer Schauspieler, Theatergründer, Kunstmaler und Intendant
- Lahav, Meir (* 1936), israelischer Chemiker und Materialwissenschaftler
- Lahav-Hertzanu, Yorai (* 1988), israelischer Politiker und Abgeordneter
- Lahaye, Jean-Baptiste (* 1991), französischer Autorennfahrer
- Lahaye, Jef (1932–1990), niederländischer Radrennfahrer
- Lahaye, Matthieu (* 1984), französischer Autorennfahrer
- LaHaye, Tim (1926–2016), US-amerikanischer baptistischer Prediger und Bestsellerautor
- Lahaye-Goffart, Tom (* 1996), belgischer Biathlet
- Lahbabi, Aziz (* 1991), marokkanischer Langstreckenläufer
- Lahbabi, Mohammed Aziz (1922–1993), marokkanischer Philosoph und Schriftsteller
- Lahbi, Faouzi (* 1960), marokkanischer Mittelstreckenläufer
- Lahbib, Hadja (* 1970), belgische Politikerin des Mouvement Réformateur (MR)
- Lahbib, Mohammed Mongi (* 1944), tunesischer Diplomat
- Lahbib, Simone (* 1965), britische Schauspielerin
- Lahde, Gerhard Ludvig (1765–1833), deutsch-dänischer Kupferstecher
- Lähde, Jari (* 1963), finnischer Radrennfahrer
- Lähde, Matti (1911–1978), finnischer Skilangläufer und Olympiasieger
- Lahdenperä, Anton (* 1985), schwedischer Skirennläufer
- Lahdenpera, Peter (1935–2019), US-amerikanischer Skilangläufer, Biathlet und Biathlontrainer
- Lahens, Yanick (* 1953), haitianische Schriftstellerin und Radiomoderatorin
- Laher, Ludwig (* 1955), österreichischer Schriftsteller
- Lahesalu, Lauri (* 1979), estnischer Eishockeyspieler
- Lahesmaa, Erkki, finnischer Cellist und Musikpädagoge
- Laheurte, Gilles (* 1946), französischer Architekt, Autor, Musikproduzent und Jazzmusiker
- Laheurte, Jérémie (* 1990), französischer SchauspielerJérémie Laheurte (* 1990)

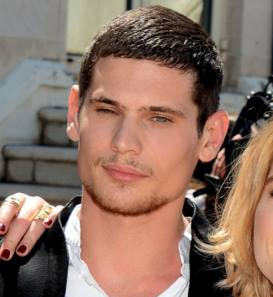
Jérémie Laheurte (* 1990)

- Laheurte, Maxime (* 1985), französischer Nordischer Kombinierer
- Lahey, Ashley (* 1999), US-amerikanische Tennisspielerin
- Lahey, Raymond John (1940–2022), kanadischer Geistlicher, ehemaliger Bischof von Antigonish
- Lahey, Richard (1893–1978), US-amerikanischer Maler, Grafiker und Kunstpädagoge
- Lahham, Maroun (* 1948), jordanischer Geistlicher, römisch-katholischer Erzbischof von Tunis
- Lahham, Muhammad Dschihad al- (* 1954), syrischer Parlamentssprecher
- Lahiff, Robert (1909–1975), irischer Politiker, Teachta Dála
- Lahiji, Hazin (1692–1766), persischer Dichter
- Lahiji, Shahla (1942–2024), iranische Schriftstellerin, Verlegerin, Übersetzerin und Frauenrechtsaktivistin
- Lahille, Fernando (1861–1940), argentinischer Meeresbiologe, Ichthyologe und Parasitologe
- Lahiri Mahasaya (1828–1895), indischer Yogi und Guru
- Lahiri, Aditi (* 1952), indische Sprachwissenschaftlerin
- Lahiri, Anya (* 1982), britische Schauspielerin, Sängerin und Model
- Lahiri, Chanchal († 2019), indischer Zauberkünstler
- Lahiri, Jhumpa (* 1967), US-amerikanische Autorin indischer AbstammungJhumpa Lahiri (* 1967)

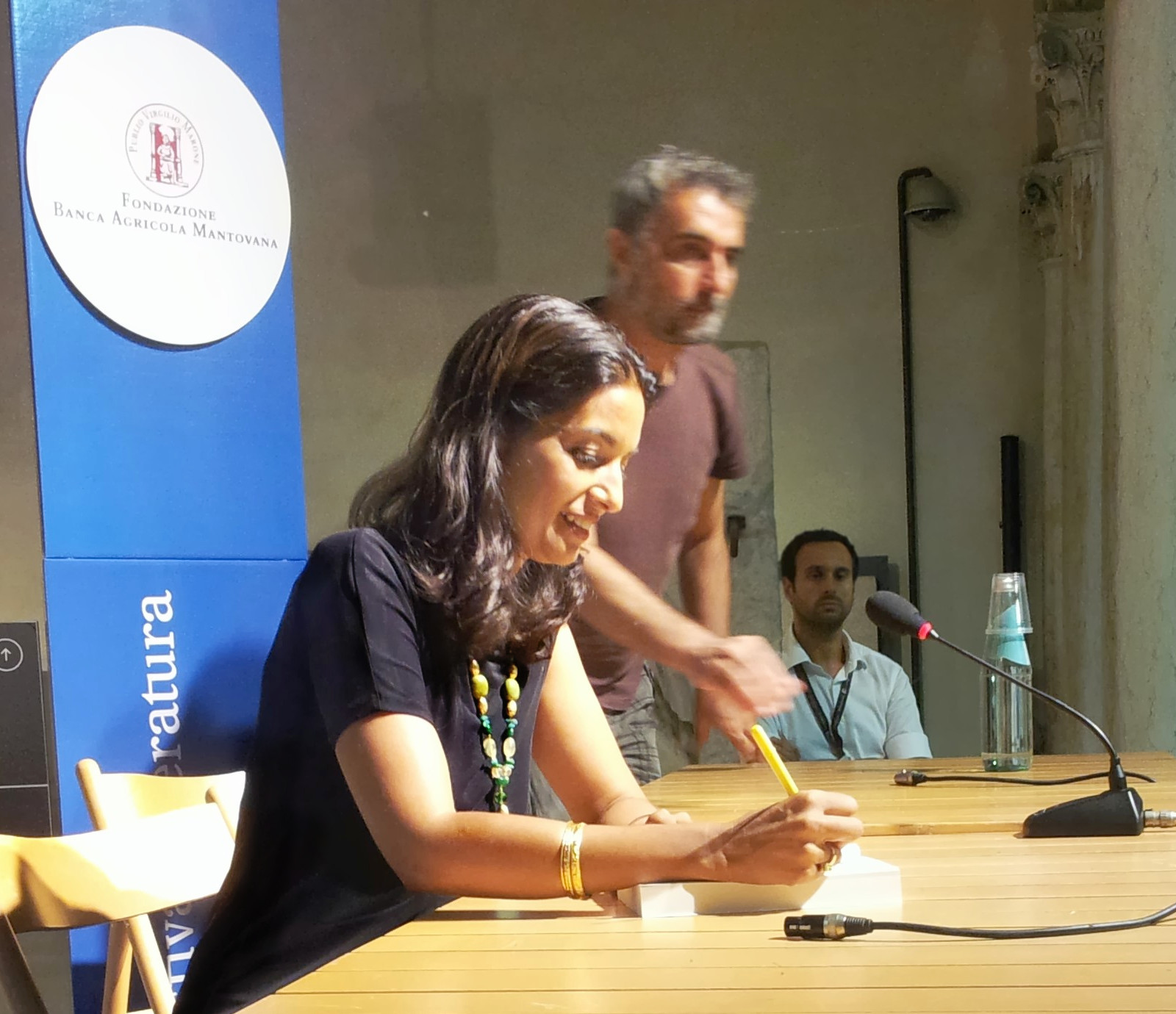
Jhumpa Lahiri (* 1967)

- Lahiri, Nirendranath (1908–1972), indischer Filmregisseur des bengalischen und des Hindi-Films
- Lahiri, Tulsi (1897–1959), indischer Dramatiker, Komponist, Schauspieler und Filmregisseur
- Lahiry, Kunal (* 1991), amerikanischer Pianist
- Lahitte, Ana Emilia (1921–2013), argentinische Dichterin
- Lahkuti, Serhij (* 1985), ukrainischer Bahn- und Straßenradrennfahrer
- Lahl, Alexander (* 1979), deutscher Drehbuchautor, Filmproduzent und Regisseur von Kurzfilmen
- Lahl, Bernd (* 1940), deutscher Geologe und Sachbuchautor
- Lahl, Erik (* 1987), deutscher Sommerbiathlet
- Lahl, Eva-Maria (* 1929), deutsche Schauspielerin und Synchronsprecherin
- Lahl, Friedrich Hermann (1842–1920), deutscher Kunsthandwerker und Hersteller von Pappmachéfiguren
- Lahl, Kersten (* 1948), deutscher Generalleutnant und Präsident der Bundesakademie für SicherheitspolitikKersten Lahl (* 1948)

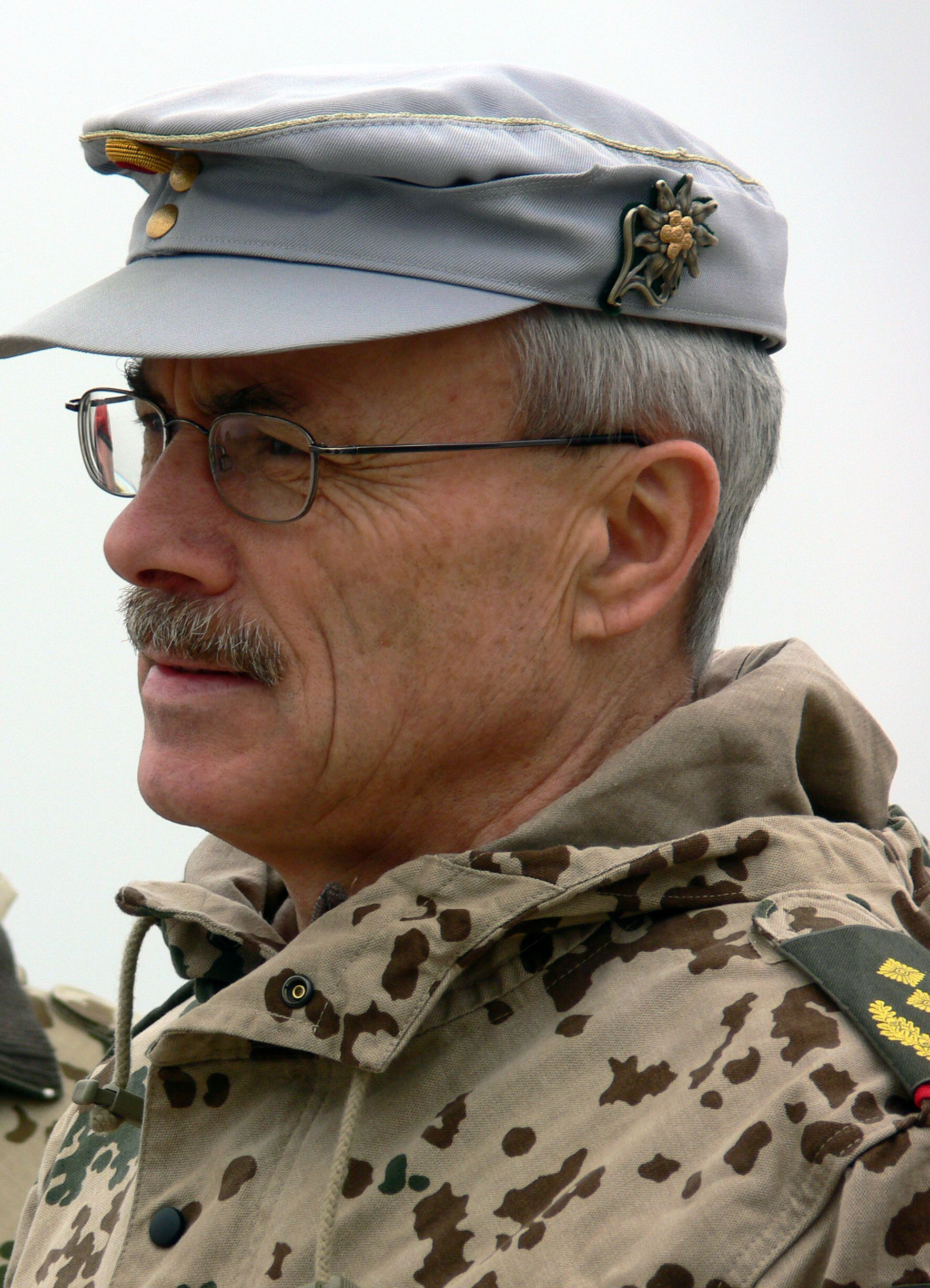
Kersten Lahl (* 1948)

- Lahl, Oliver (* 1967), deutscher römisch-katholischer Geistlicher
- Lahl, Uwe (* 1951), deutscher Umweltchemiker und politischer Beamter
- Lahl-Grimmer, Ingeborg (1926–1989), deutsche Grafikerin und Malerin
- Lahlafi, Brahim (* 1968), französischer Langstreckenläufer marokkanischer Herkunft
- Lahm, David (* 1940), amerikanischer Jazzmusiker (Piano, Arrangement, Komposition, Liedtexte)
- Lahm, Philipp (* 1983), deutscher FußballspielerPhilipp Lahm (* 1983)

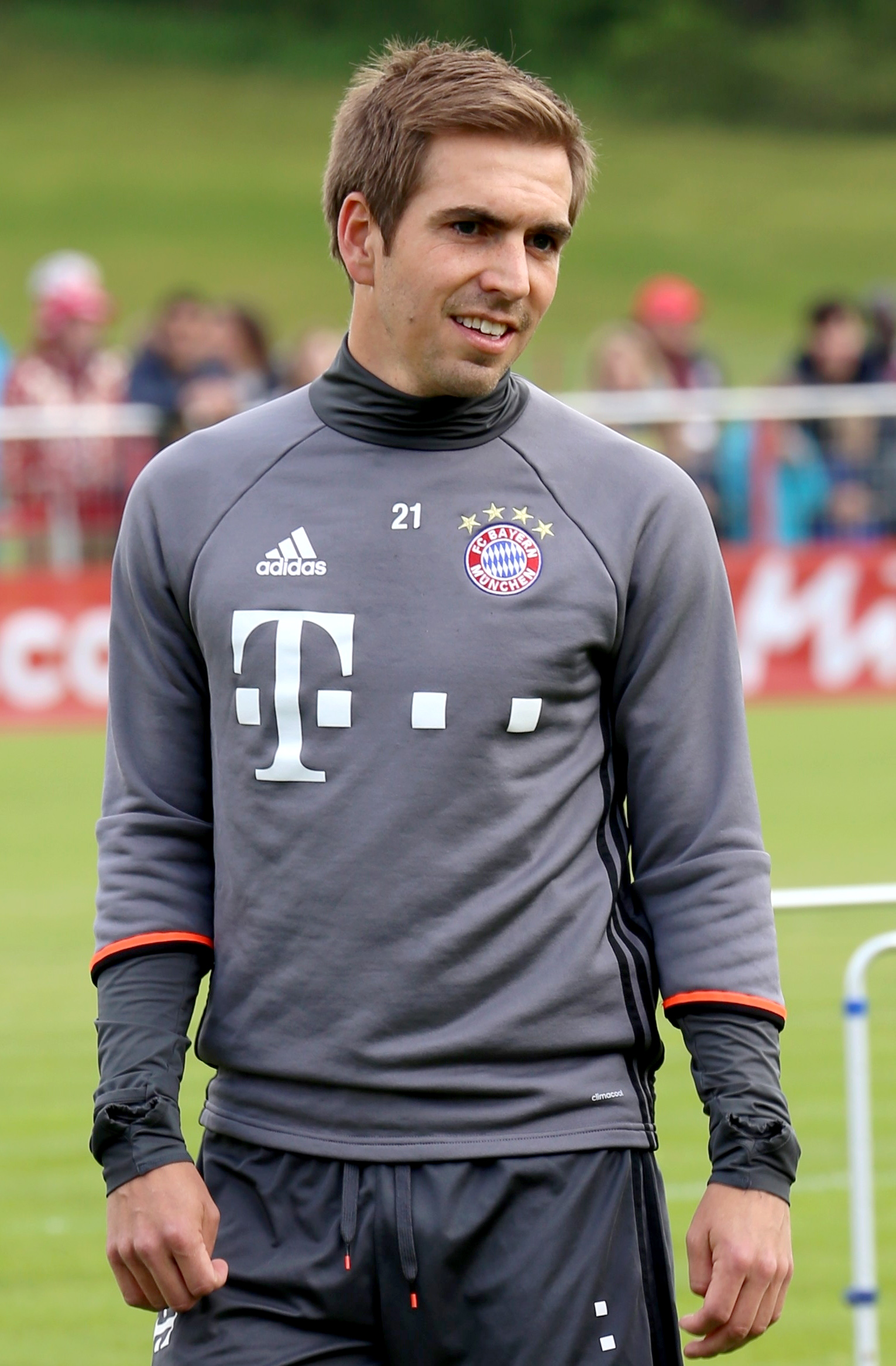
Philipp Lahm (* 1983)

- Lahm, Sabine, deutsche Sängerin und Musikpädagogin
- Lahm, Samuel (1812–1876), US-amerikanischer Politiker
- Lahm, Thorsten (* 1969), deutscher Fußballspieler
- Lahm, Wilhelm (1889–1975), deutscher Gynäkologe, Radiologe und Klinikleiter
- Lahmann, Erdwin (1925–2001), deutscher Chemiker und Umweltexperte
- Lahmann, Erika (1927–2015), deutsche Malerin und Grafikerin
- Lahmann, Heinrich (1860–1905), deutscher Arzt und Naturheiler
- Lahmann, Hermann (1905–2001), deutscher Orgelbauer in Leipzig
- Lahmann, Horst-Jürgen (1935–2024), deutscher Jurist, Verwaltungsbeamter und Politiker (FDP), MdBB
- Lahmann, Johann (1883–1935), deutscher Politiker (SPD), MdL, Bürgermeister von Nordenham
- Lahmann, Johann Friedrich (1858–1937), deutscher Kunstsammler und Mäzen
- Lahmann, Jöns (1926–2019), deutscher Bauingenieur und -unternehmer sowie Tennisspieler
- Lahmann, Marc (* 1967), deutscher Politiker (CDU), Bürgermeister der Stadt Barsinghausen
- Lahmar, Abdelkader (* 1971), französischer Politiker (LFI), Abgeordneter der Französischen Nationalversammlung
- Lahmari, Anissa (* 1997), französisch-marokkanische Fußballspielerin

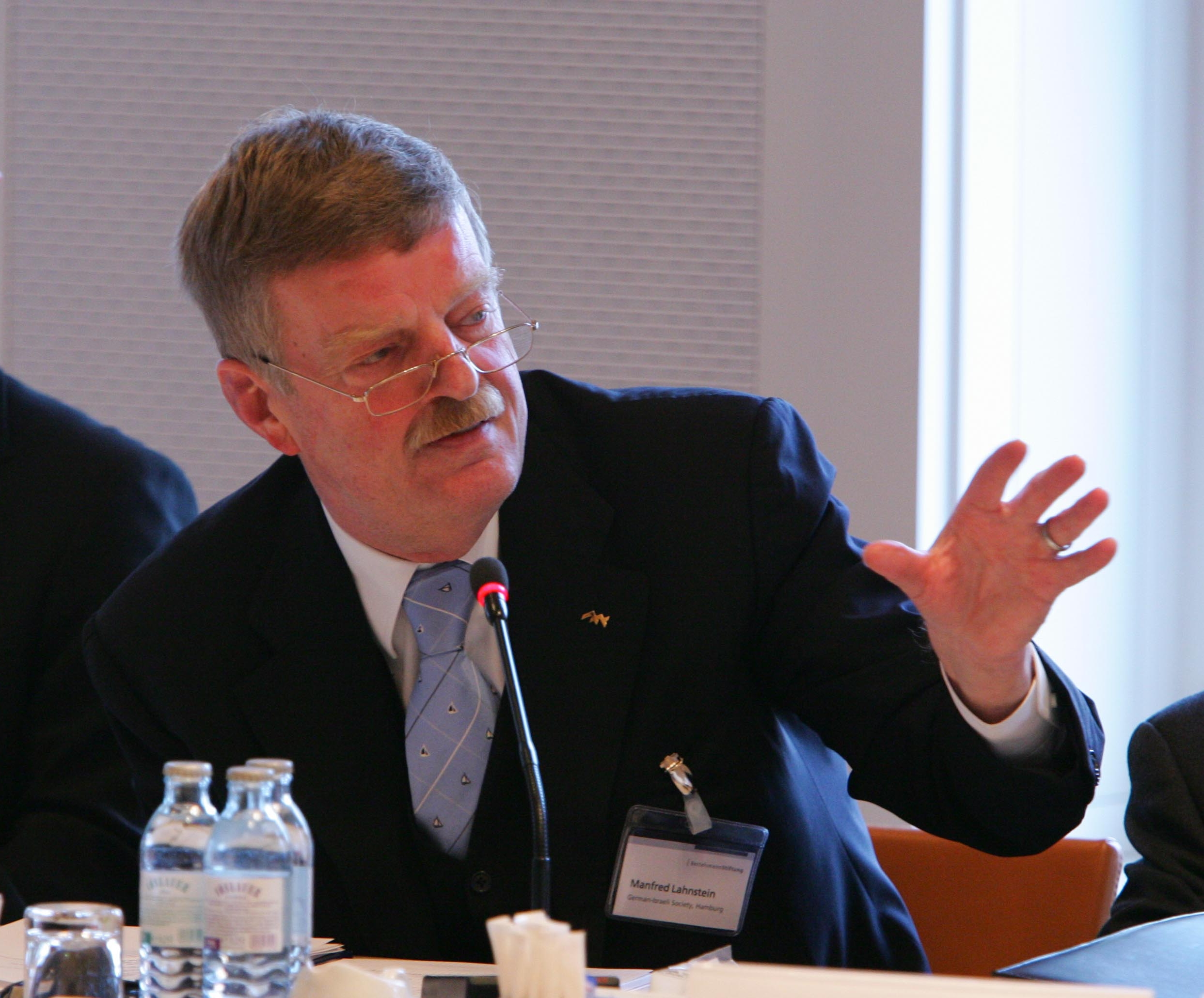
Manfred Lahnstein (* 1937)

- Lahme, Florentine (* 1974), deutsche Schauspielerin
- Lahme, Julian (* 1988), deutscher Handballspieler
- Lahme, Susanne (* 1968), deutsche Volleyball- und Beachvolleyballspielerin
- Lahme, Tilmann (* 1974), deutscher Historiker und SchriftstellerTilmann Lahme (* 1974)

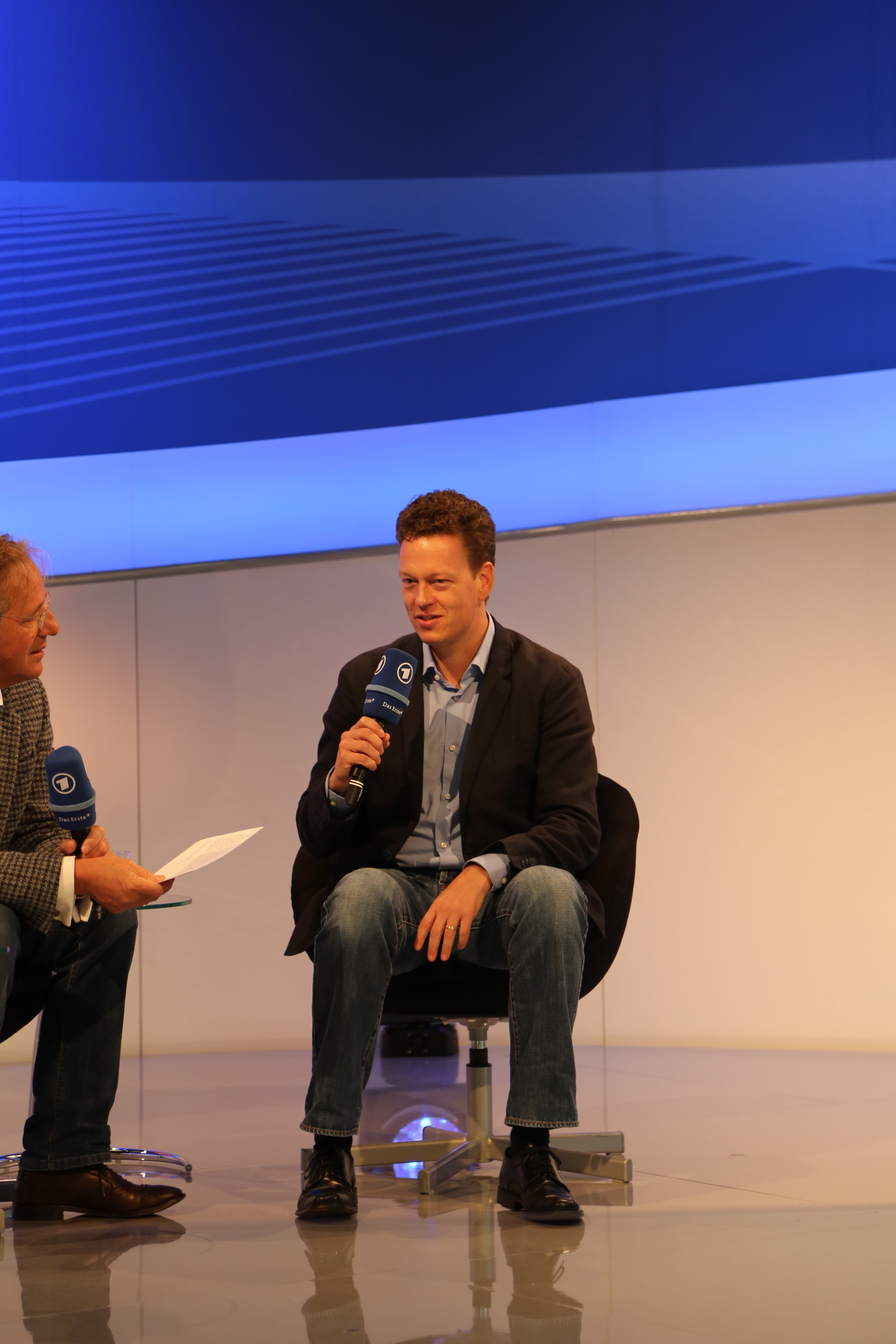
Tilmann Lahme (* 1974)

- Lahmedi, Ghofrane (* 2006), tunesische Leichtathletin
- Lahmer, Melanie (* 1974), deutsche Autorin
- Lahmeyer Bugalho, Francisco Jose (1905–1949), portugiesischer Dichter deutscher Abstammung aus dem Kreis der Gruppe der "Presença"
- Lahmeyer, Friedrich (* 1845), deutscher Architekt
- Lahmeyer, Gustav (1827–1915), deutscher Lehrer und Altphilologe
- Lahmeyer, Gustav (1889–1968), deutscher Kommunalpolitiker
- Lahmeyer, Johann Friedrich († 1850), deutscher Musiklehrer und Organist
- Lahmeyer, Wilhelm (1859–1907), deutscher Elektro-Ingenieur und Unternehmer
- Lahn, Heiko (* 1964), deutscher Fußballspieler
- Lahn, Jürgen (* 1953), deutscher Fußballspieler
- Lahn, Lothar (1921–1994), deutscher Diplomat
- Lahn, Wilhelm (1832–1907), brandenburgischer Lehrer und Dichter
- Lähndorf, Oliver (* 1974), deutscher Kulturmanager
- Lahne, Jack (* 2001), schwedischer Fußballspieler
- Lähne, Paul (1902–1990), deutscher KPD-Funktionär, MdV und FDGB-Funktionär
- Lähnemann, Henrike (* 1968), deutsche Germanistin und Hochschullehrerin
- Lähnemann, Johannes (* 1941), deutscher evangelischer Theologe und Religionspädagoge
- Lahner, Georg (1873–1963), österreichischer Höhlenforscher
- Lahner, Johann Georg (1772–1845), deutsch-österreichischer Fleischer, Erfinder der Wiener Würstchen
- Lahner, Karl (1842–1927), österreichischer Bildhauer und Zeichner
- Lahner, Leopold (1880–1958), österreichischer Kugelstoßen, Steinstoßer und Tauzieher
- Lahni, Erhard (* 1965), deutscher Politiker (FAMILIE)
- Lahninger, Paul (* 1955), österreichischer Autor und Lehrbeauftragter für soziale Kompetenz
- Lähns, Thomas (* 1981), Schweizer Kontrabassist
- Lahnstein, Manfred (* 1937), deutscher Politiker (SPD), MdBManfred Lahnstein (* 1937)
- Lahnstein, Miriam (* 1974), deutsche SchauspielerinMiriam Lahnstein (* 1974)

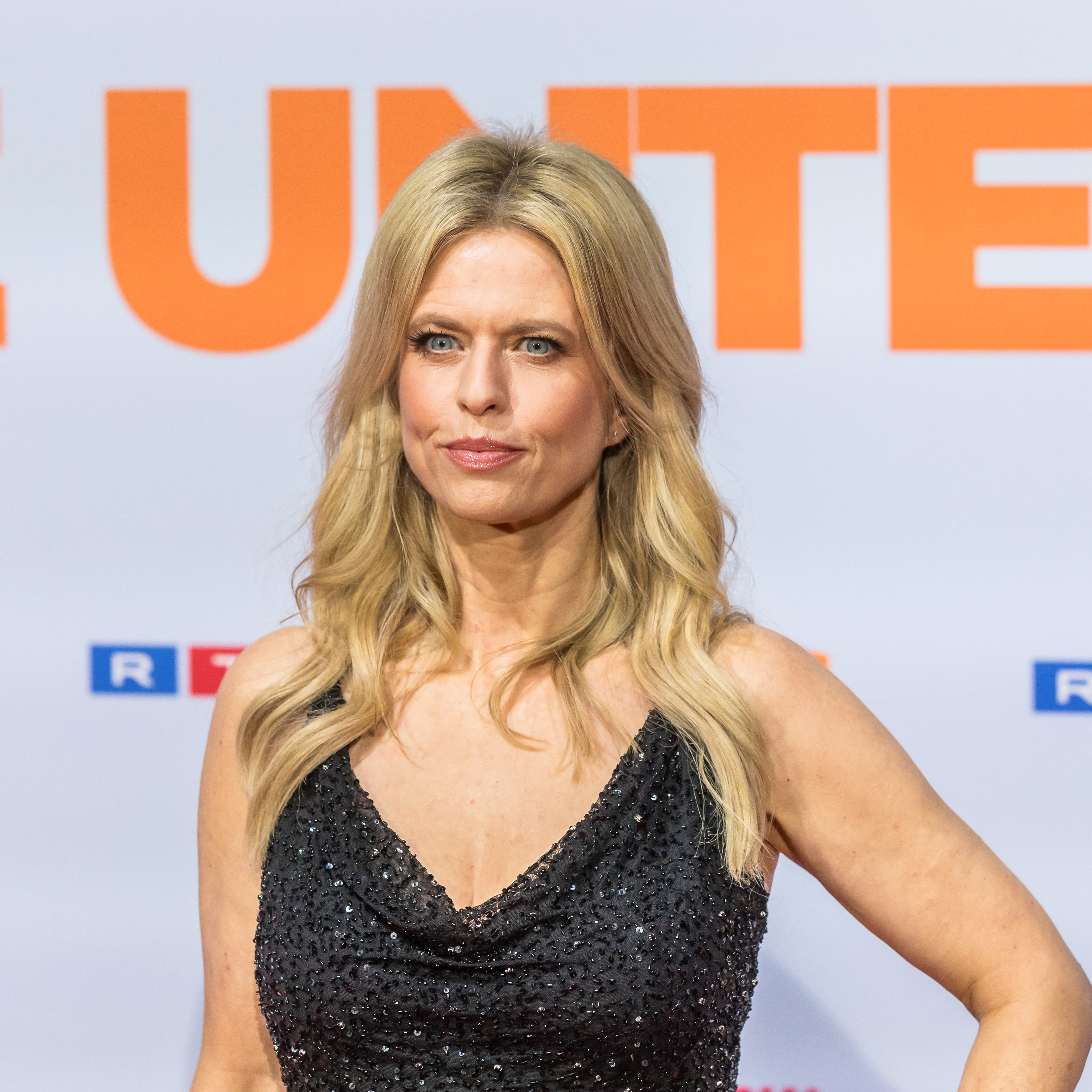
Miriam Lahnstein (* 1974)

- Lahnstein, Peter (1913–1991), deutscher Jurist, Schriftsteller und Präsident des Landesamts für Verfassungsschutz Baden-Württemberg
- Lahnstein-Kandel, Sonja (* 1950), deutsche Volkswirtin, Initiatorin und geschäftsführende Gesellschafterin von step21
- Lahnsteiner, Maximilian (* 1996), österreichischer Skirennläufer
- Lahnsteiner, Michael (* 1983), österreichischer Badmintonspieler
- Lahnsteiner, Wilhelm (1890–1962), österreichischer Richter und Verfassungsrichter
- Laho, Marc (* 1965), belgischer Opernsänger (Tenor)
- Lahoda, Alexander (* 1996), österreichischer Eishockeyspieler
- Lahodny, Johann, österreichischer Arzt tschechischer Herkunft
- Lahodsynskyj, Matwij (* 2010), moldauisch-ukrainischer Billardspieler
- Lahola, Leopold (1918–1968), slowakischer Schriftsteller, Drehbuchautor und Filmregisseur
- Laholík, Miroslav (* 1952), tschechoslowakischer Ruderer
- Laholli, Ferdinand (* 1960), albanischer Dichter
- Laholm, Eyvind (1894–1958), US-amerikanischer Opernsänger (Tenor)
- LaHood, Darin (* 1968), US-amerikanischer Politiker der Republikanischen Partei
- LaHood, Ray (* 1945), US-amerikanischer Politiker
- Lahorie, Victor-Claude-Alexandre Fanneau de (1766–1812), französischer General
- Lahos (* 1992), deutscher Musikproduzent, DJ und Trompeter
- Lahos, László (1933–2004), ungarischer Fußballspieler
- Lahoti, Krishna (* 1963), deutscher Fotograf
- Lahouaiej Bouhlel, Mohamed (1985–2016), Attentäter
- Lahoucine, Abdallah (* 1935), marokkanischer Radrennfahrer
- Lahoud, Aline (* 1981), libanesische Sängerin
- Lahoud, Émile (* 1936), libanesischer Staatspräsident (1998–2007)
- Lahoud, Nassib (1944–2012), libanesischer Politiker
- Lahoud, Rabih (* 1982), libanesischer Sänger (Tenor) und Komponist
- Lahoulou, Abdelmalik (* 1992), algerischer Leichtathlet
- Lahousen, Erwin (1897–1955), deutscher OffizierErwin Lahousen (1897–1955)

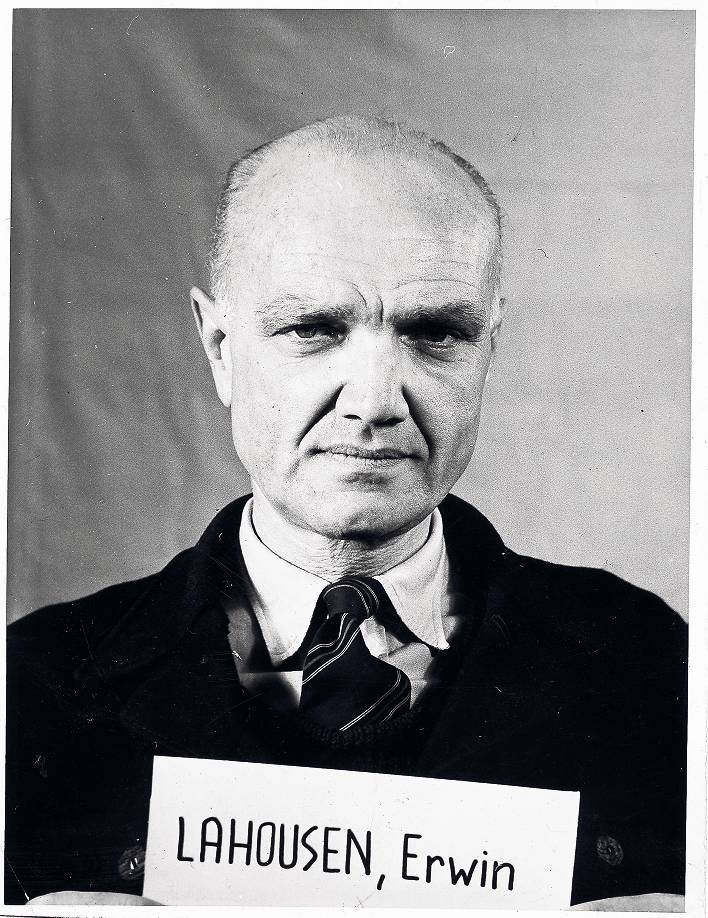
Erwin Lahousen (1897–1955)

- Lahoussaye, Pierre (1735–1818), französischer Violinist, Komponist und Dirigent
- Lahovary, Nicolae Enric (1887–1972), rumänischer Diplomat
- Lahr, Barbara (* 1957), deutsche Sängerin, Komponistin, Gitarristin, Bassistin und Produzentin
- Lahr, Bert (1895–1967), US-amerikanischer Schauspieler
- Lahr, Curt (1898–1974), deutscher hoher Landesbediensteter, Leiter der Sächsischen Staatskanzlei und Präsident des Sächsischen Sparkassenverbands
- Lahr, Fritz (1890–1953), austro-faschistischer Politiker, während des Anschlusses kurz Geschäftsführender Bürgermeister von Wien
- Lahr, Gerhard (1938–2012), deutscher Illustrator
- Lahr, Heinrich von der (1734–1816), preußischer Generalleutnant des Ingenieurskorps in Neisse
- Lahr, Helene (1894–1958), österreichische Schriftstellerin und Übersetzerin
- Lahr, Horst (1913–2008), deutscher evangelischer Theologe
- Lahr, Jobina (* 1991), deutsche Fußballspielerin
- Lahr, Johann (1913–1942), tschechoslowakischer Skisportler
- Lahr, Karl (1899–1974), deutscher Landwirt und Politiker (FDP, FVP, DP), MdL, MdB
- Lahr, Rolf Otto (1908–1985), deutscher Diplomat
- Lahr, Stefan von der (* 1958), deutscher Schriftsteller und Verlagslektor
- Lahren, Tomi (* 1992), US-amerikanische JournalistinTomi Lahren (* 1992)

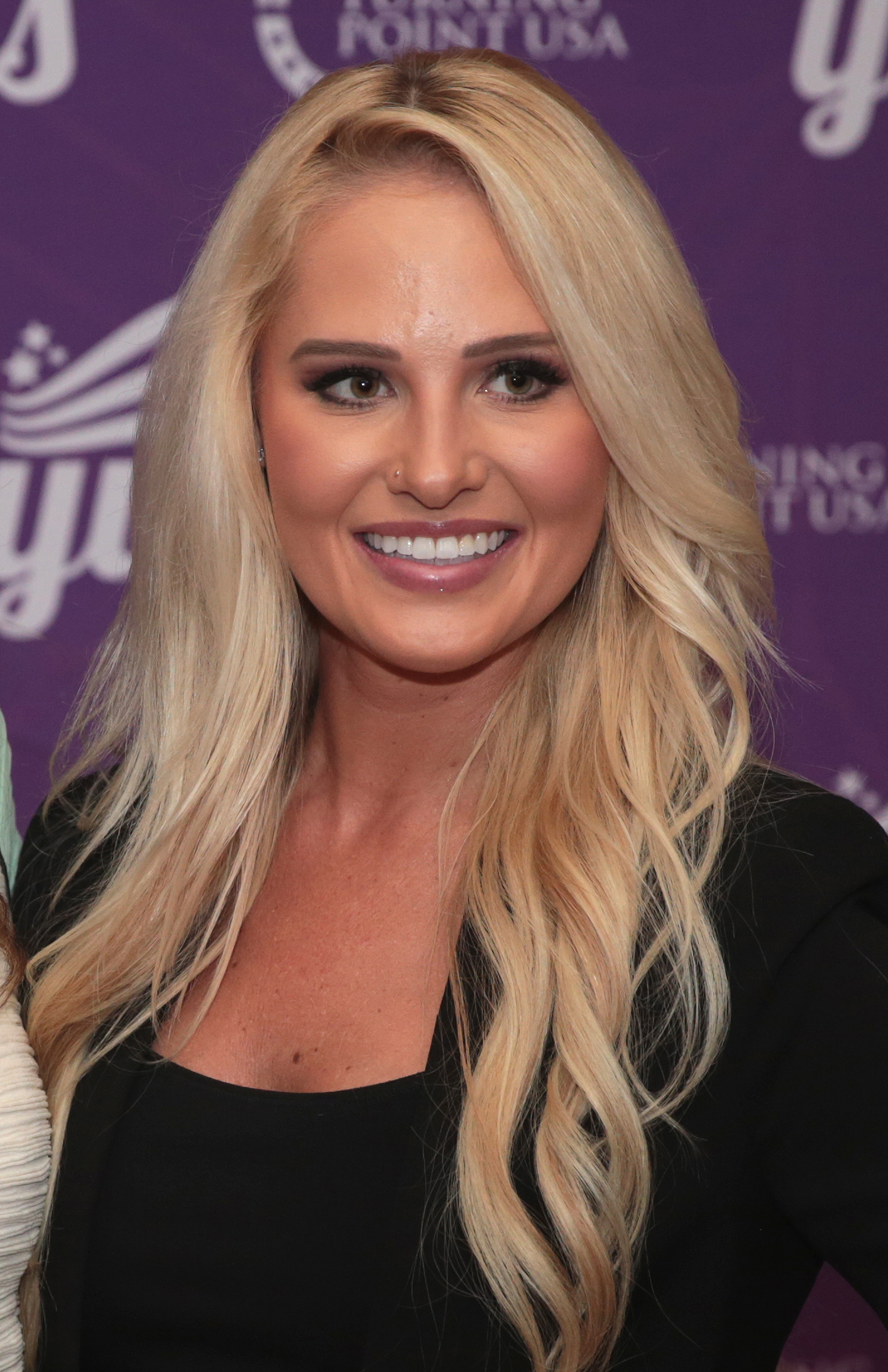
Tomi Lahren (* 1992)

- Lahrkamp, Helmut (1922–2007), deutscher Archivar und Historiker
- Lahrkamp, Sarah (* 1981), deutsche Politikerin (SPD), MdB
- Lahrmann, Carmen (* 1925), deutsche Synchronsprecherin und Schauspielerin
- Lahrs, Claus-Dietrich (* 1963), deutscher ManagerClaus-Dietrich Lahrs (* 1963)

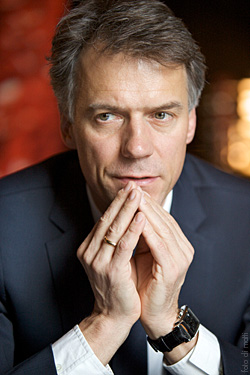
Claus-Dietrich Lahrs (* 1963)

- Lahrs, Friedrich (1880–1964), deutscher Architekt, Kunsthistoriker und Hochschullehrer
- Lahrs, Thomas (* 1972), deutscher Basketballspieler
- Lahrs, Willfried (1913–2006), deutscher Turner und Trainer
- Lahrtz, Jürgen (1929–2018), deutscher Musikproduzent
- LAHS (* 1974), deutscher Cartoonist und Karikaturist
- Lahs, Curt (1893–1958), deutscher Maler
- Lahs, Rudolf (1880–1954), deutscher Konteradmiral und Präsident des Reichsverbandes der Deutschen Luftfahrt-Industrie
- Lahsaïn, Mouhssine (* 1985), marokkanischer Radrennfahrer
- Lahssaini, Sami (* 1998), belgisch-marokkanischer Fußballspieler
- Lahssini, El Hassan (* 1975), französischer Langstreckenläufer marokkanischer Herkunft
- Laht, Uno (1924–2008), estnischer Dichter, Schriftsteller und Übersetzer
- Lahtela, Janne (* 1974), finnischer Freestyle-Skisportler
- Lahtela, Juuso (* 1985), finnischer Freestyle-Skier
- Lahtela, Silvo (* 1959), deutscher Schriftsteller
- Lahti, Christine (* 1950), US-amerikanische SchauspielerinChristine Lahti (* 1950)

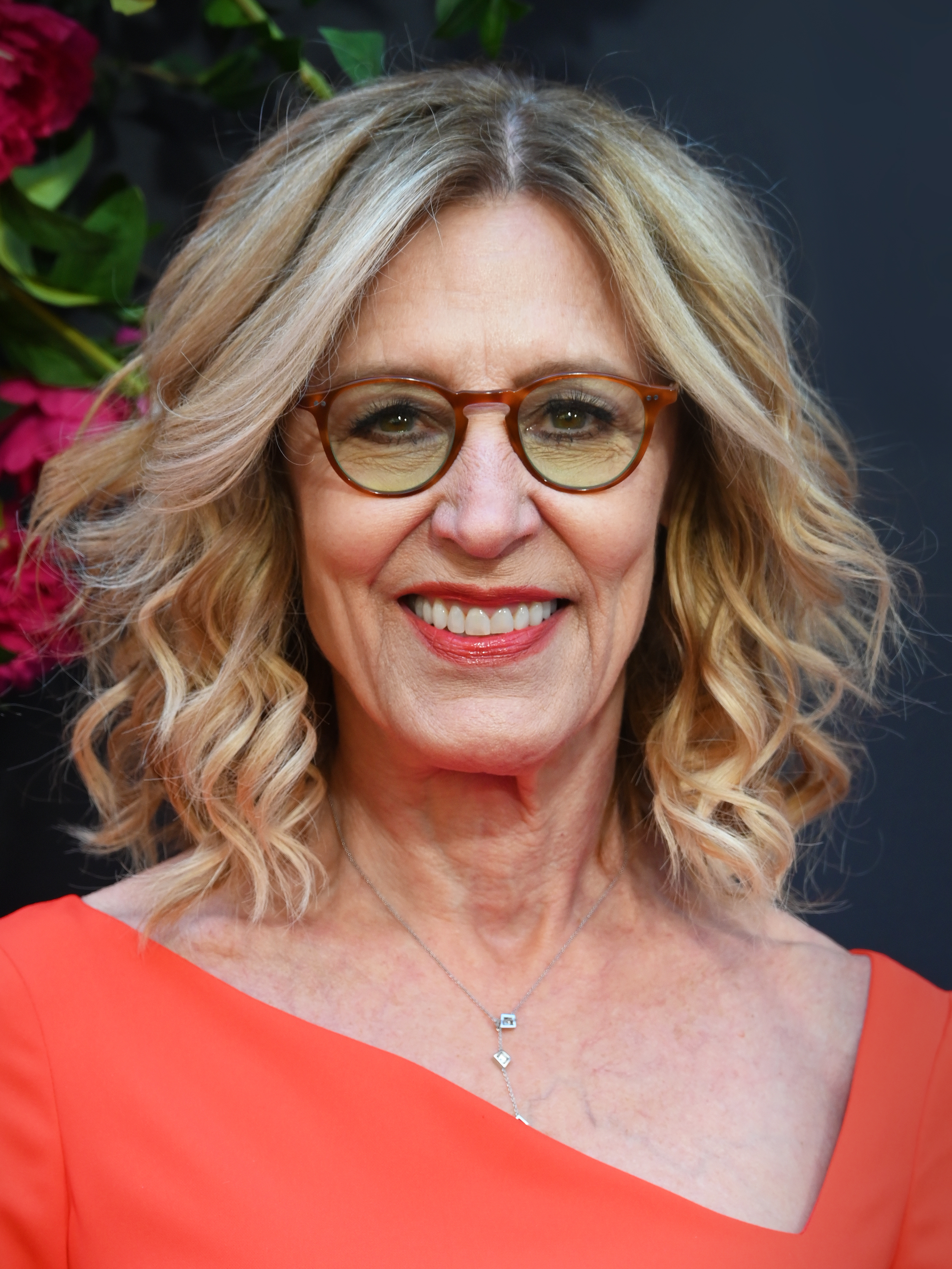
Christine Lahti (* 1950)

- Lahti, Janne (* 1982), finnischer Eishockeyspieler
- Lahti, Jarkko (* 1978), finnischer Schauspieler
- Lahti, Miika (* 1987), finnischer Eishockeyspieler
- Lahti, Sarah (* 1995), schwedische Langstreckenläuferin
- Lahti, Taru (* 1992), finnische Volleyball- und Beachvolleyballspielerin
- Lahti, Veikko (1926–2014), finnischer Ringer
- Lahtinen, Hanne (* 1970), finnische Skilangläuferin
- Lahtinen, Hannu (1960–2020), finnischer Ringer
- Lahtinen, Hugo (1891–1977), finnischer Leichtathlet
- Lahure, Louis Joseph (1767–1853), französischer Divisionsgeneral belgischer Herkunft
- Lahusen, Benjamin (* 1979), deutscher Rechtswissenschaftler und Hochschullehrer
- Lahusen, Carl (1858–1921), deutscher Unternehmer
- Lahusen, Carl (* 1922), deutscher Diplomat
- Lahusen, Christian (1820–1898), deutscher Kaufmann und Unternehmer
- Lahusen, Christian (1886–1975), deutscher Komponist
- Lahusen, Christian (* 1962), deutscher Soziologe
- Lahusen, Diedrich (1852–1927), deutscher Jurist und Richter
- Lahusen, Friedrich (1900–1961), deutscher Kaufmann und Präses der Norddeutschen Missionsgesellschaft
- Lahusen, Georg Carl (1888–1973), deutscher Unternehmer
- Lahusen, Götz (1944–2008), deutscher Klassischer Archäologe
- Lahusen, Gustav (1854–1939), Kaufmann und Unternehmer
- Lahusen, Heinrich (1894–1943), deutscher Kaufmann
- Lahusen, Johannes (1884–1918), deutscher Historiker und Archivar
- Lahusen, Kay (1930–2021), US-amerikanische Fotografin und LGBT-Aktivistin
- Lahusen, Thomas (* 1945), deutsch-kanadischer Slawist, Historiker und Filmemacher
- Lahuti, Delir (1934–2022), sowjetisch-russischer Philosoph, Logiker und Kybernetiker
- Lahutta, Karl-Heinz (* 1927), deutscher Fußballspieler
- Lahutyn, Jurij (1949–1978), sowjetischer Handballspieler
- Lahyani, Mohamed (* 1966), schwedischer TennisschiedsrichterMohamed Lahyani (* 1966)

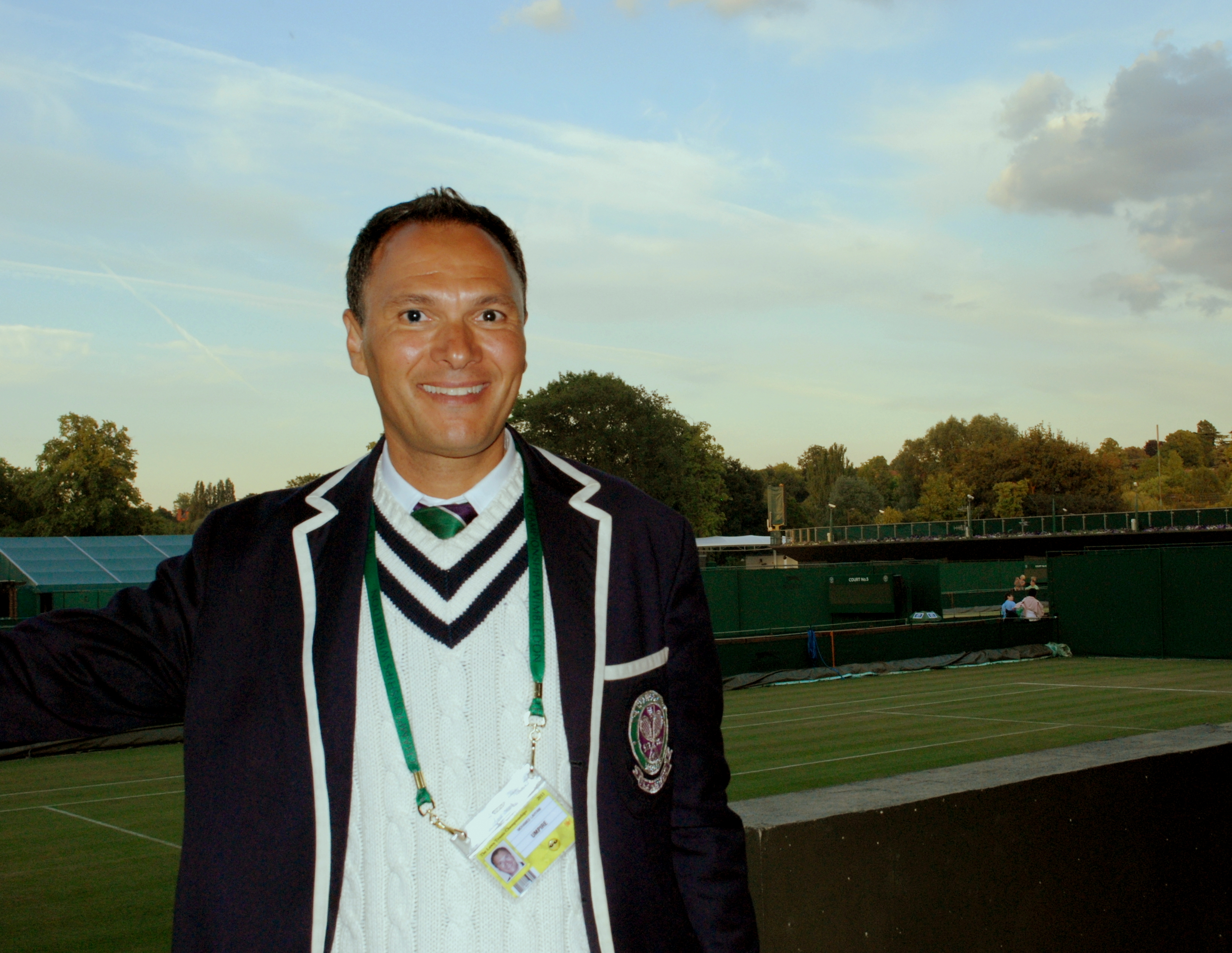
Mohamed Lahyani (* 1966)